# Sŏnam sa
Sŏnam sa (선암사 Klasztor Skały Pustelnika) – koreański klasztor.

## Historia klasztoru
Istnieją dwie wersje powstania klasztoru. Według pierwszej – klasztor powstał w roku 542 i został założony przez mnicha Ado. Nosił wtedy nazwę Piro am. Według drugiej – klasztor został założony w roku 875 przez Yŏgonga Tosŏna i nosił nazwę Sŏnam. Nazwa powstała od dużej płaskiej skały, na której dwaj pustelnicy grali w paduk (rodzaj koreańskich szachów). Jest jeszcze trzecia nazwa pod którą podobno klasztor wcześniej figurował: Haech'ŏn. Być może Tosŏn rozbudował istniejącą wcześniej pustelnię; na pewno wybudował główny budynek klasztoru. Świątynia znajduje się na wschodnim zboczu góry Chogye (co jest koreańskim oddaniem góry, na której znajdował się klasztor Szóstego Patriarchy Huinenga – Caoxi).
Wkrótce klasztor stał się wiodącym nad dwoma innymi klasztorami ze "skałą" w nazwie – Unam sa i Yongam sa – a cała ta trójka ("Samamsa") odegrała olbrzymią rolę w rozwoju koreańskiej szkoły sŏn.
W roku 1088 klasztor został odnowiony przez Taegaka Ŭich’ŏna, który zamieszkał w tym klasztorze po powrocie z Chin.
W czasie japońskiej inwazji na Koreę (1592-1598), wiele budynków zostało zniszczonych. Do odbudowy przystąpiono zaraz po wojnie. W 1992 roku ruszył plan przywrócenia klasztorowi oryginalnej XI-wiecznej struktury.

## Znane obiekty
Klasztor posiada aż 19 Narodowych Kulturalnych Własności.
- Sŭngsnŏgyo – kamienny most wybudowany przez mnicha Hoama w latach 1713-1718. Skarb nr 400
- Iljumun – jednofilarowa brama. Uległa spaleniu w roku 1540, po odnowieniu została spalona znowu w roku w czasie bitwy i odbudowana w 1719 r. Skarb nr 96
- P'alsangjŏn – budynek ośmiu obrazów, które obrazują osiem etapów życia Buddy. Drogocenna Kulturalna Wartość nr 60
- Wontongjŏn – gmach bodhisattwy Kwanseŭm (zob. Awalokiteśwara). Drogocenna Kulturalna Wartość nr 169
- Stupy – dwie trzykondygnacyjne stupy z IX wieku. Skarb Narodowy nr 395
- Ubikacje – budynek ten istniał już przed inwazją japońska w 1592 roku Jedna cześć budynku była męska, a druga żeńska. Materialna Kulturalna Własność nr 214 (jest to pierwszy przypadek, że ubikacja została wpisana na listę).
- Kakhwangjŏn – budynek został odnowiony w roku 861 przez mnicha Taegaka, czyli musi być starszy. Potem został zniszczony czasie japońskiego najazdu (1592 r.) i odnowiony w 1660 r.

Materialna Kulturalna Własność nr 177
- Pomnik Odnowienia Klasztoru – po częściowym zniszczeniu w trakcie najazdu japońskiego, klasztor został odbudowany przez mnicha Yakhyu. Na pamiątkę tego zbudowano pomnik w 1707 r. Drogocenna Kulturalna Wartość nr 92
- Na liście cennych zabytków jest także staw oraz grupa 50 drzew chińskiej śliwy (łac. Prunus mume)

## Adres klasztoru
- 산48-22 Jukhak-ri, Seungju-eup, Suncheon, Jeollanam-do, Korea Południowa

## Galeria

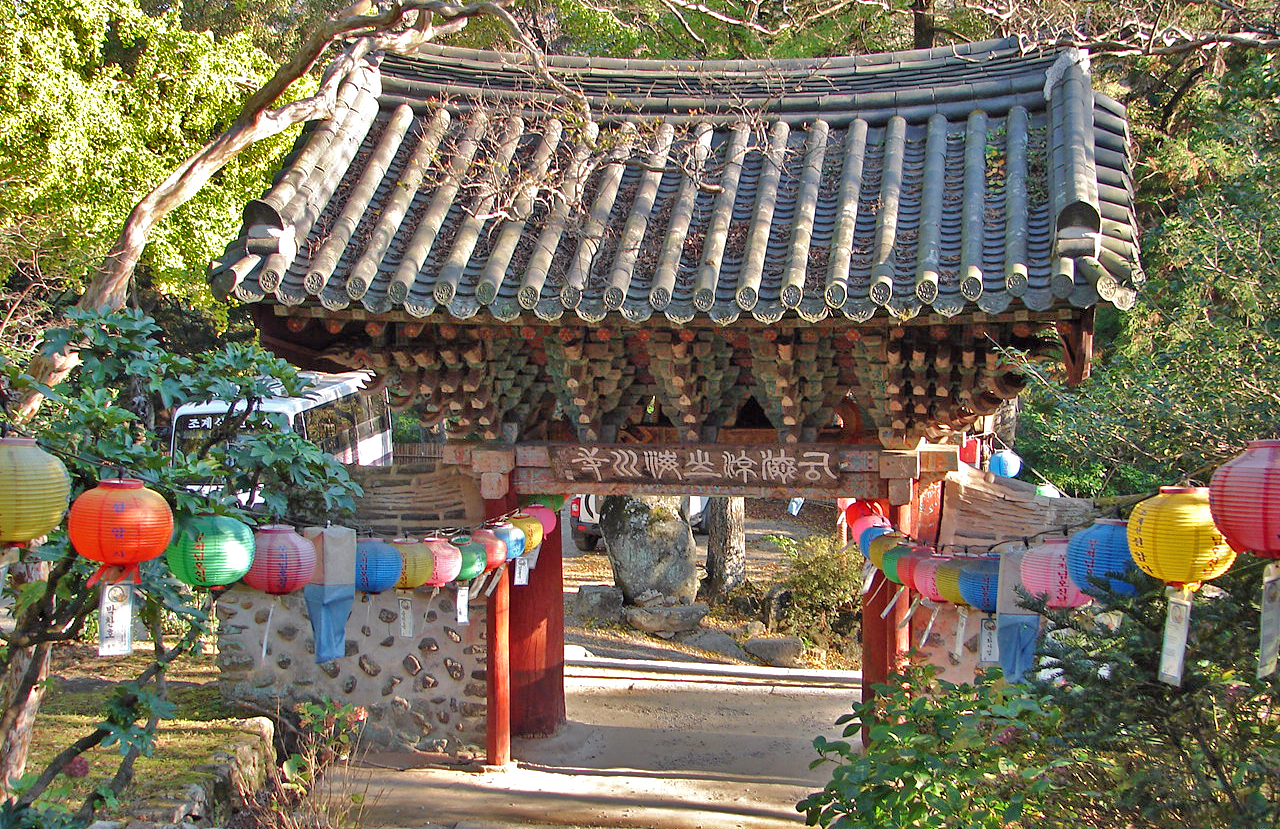
Brama
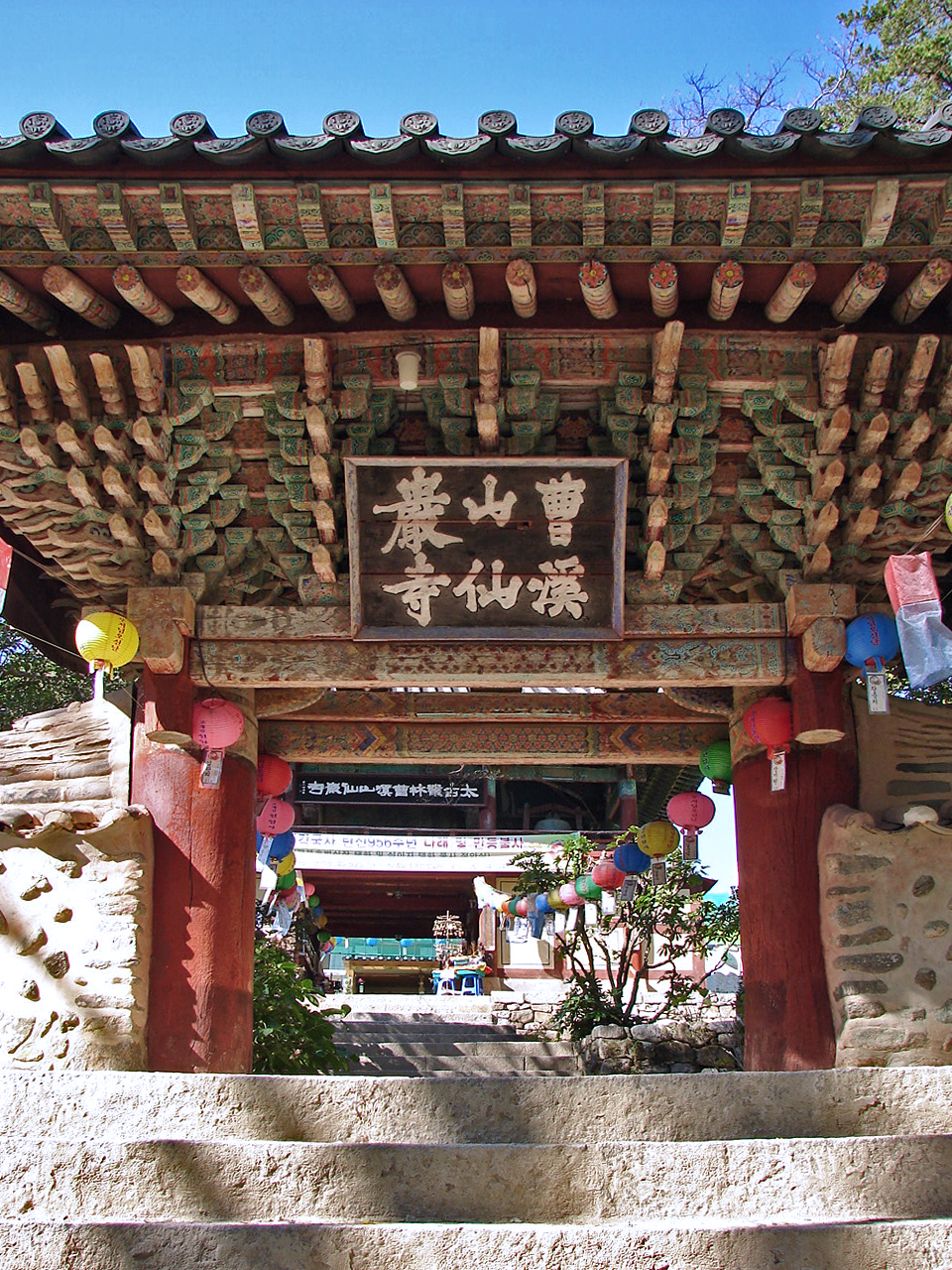
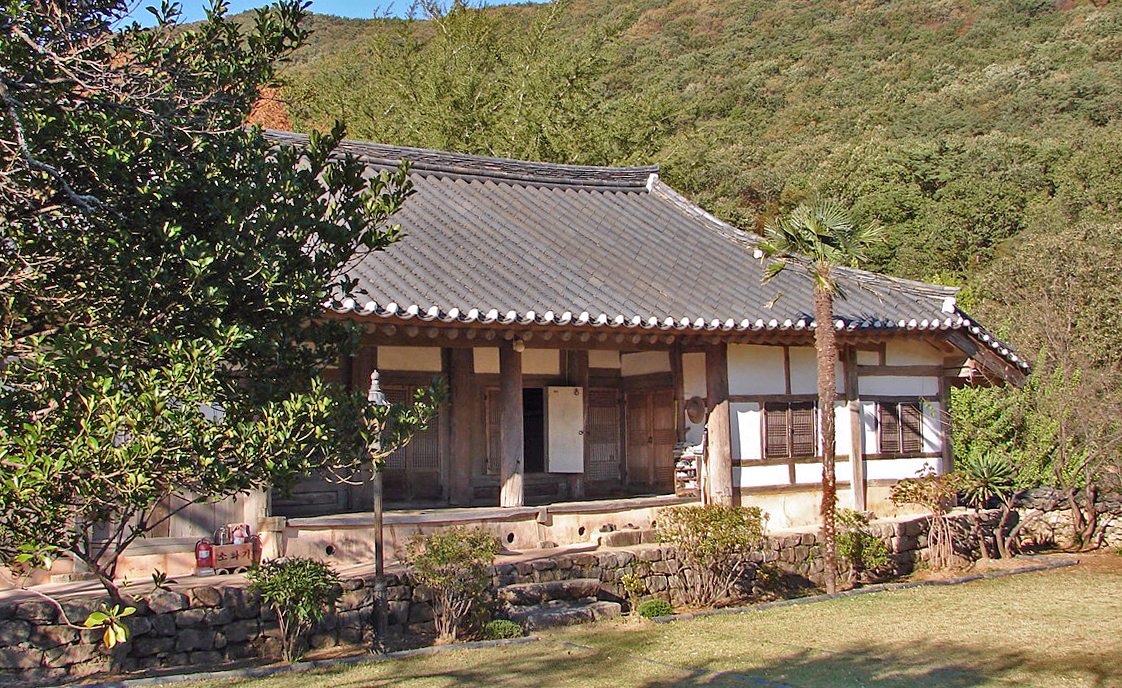
Kakhwangjŏn
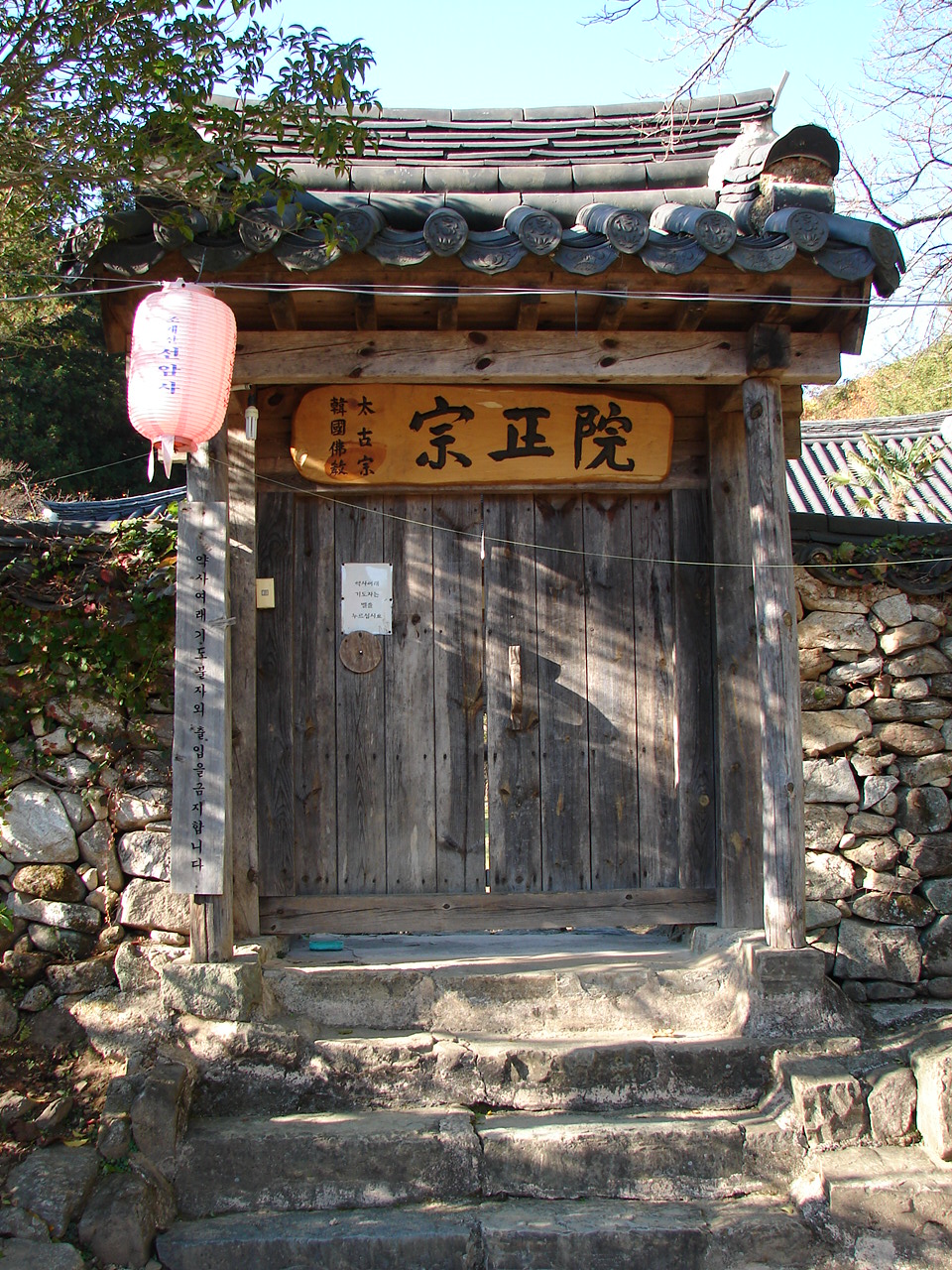
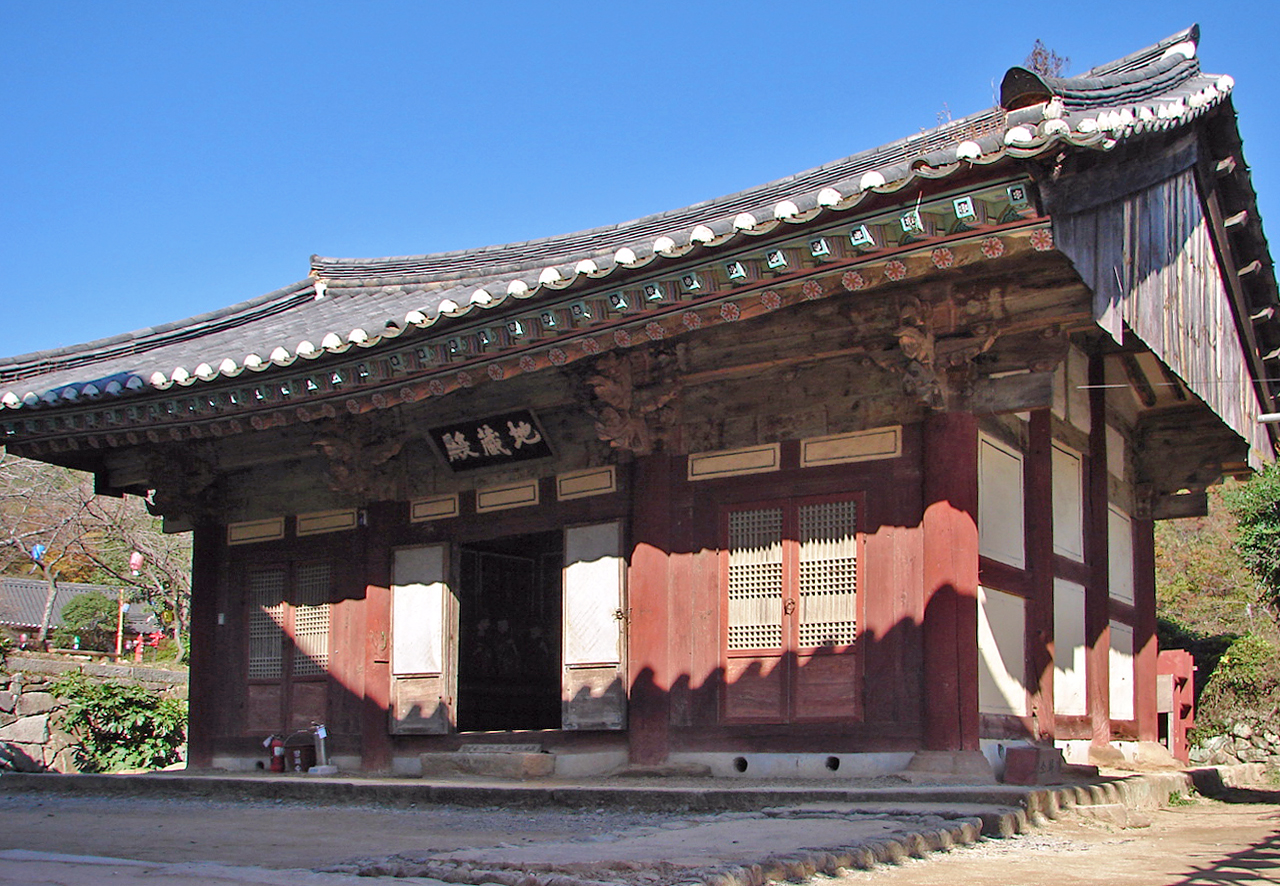
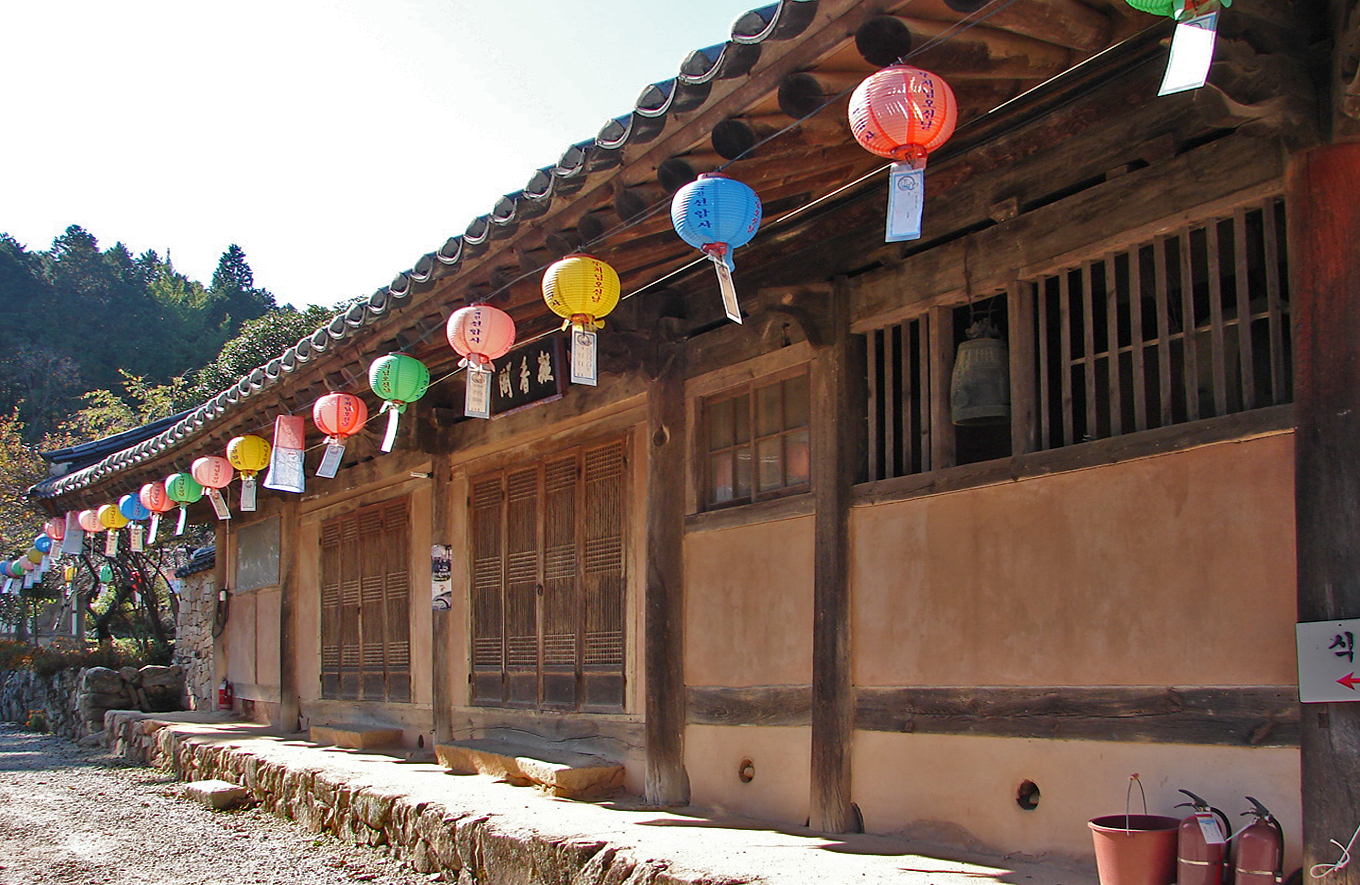
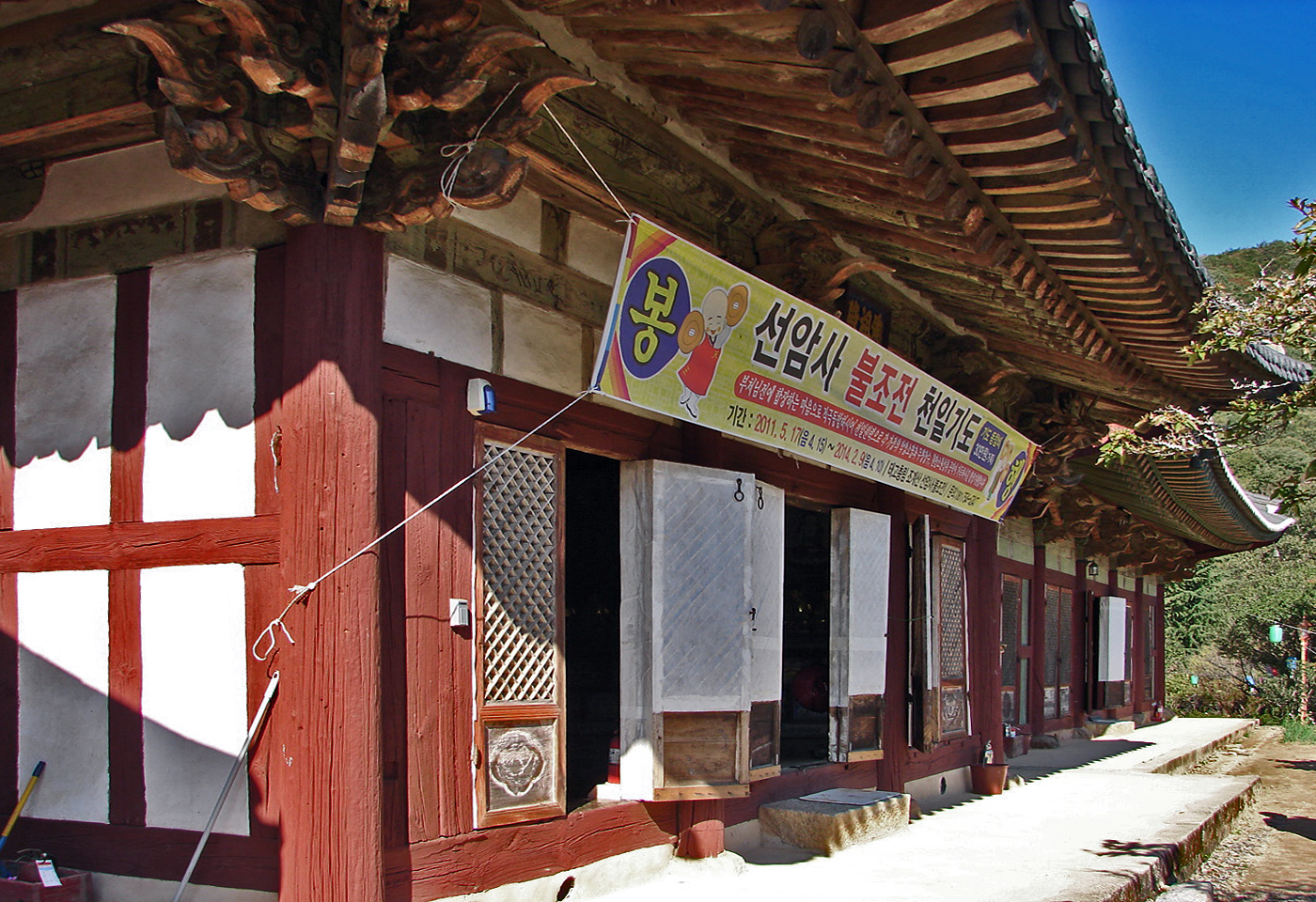
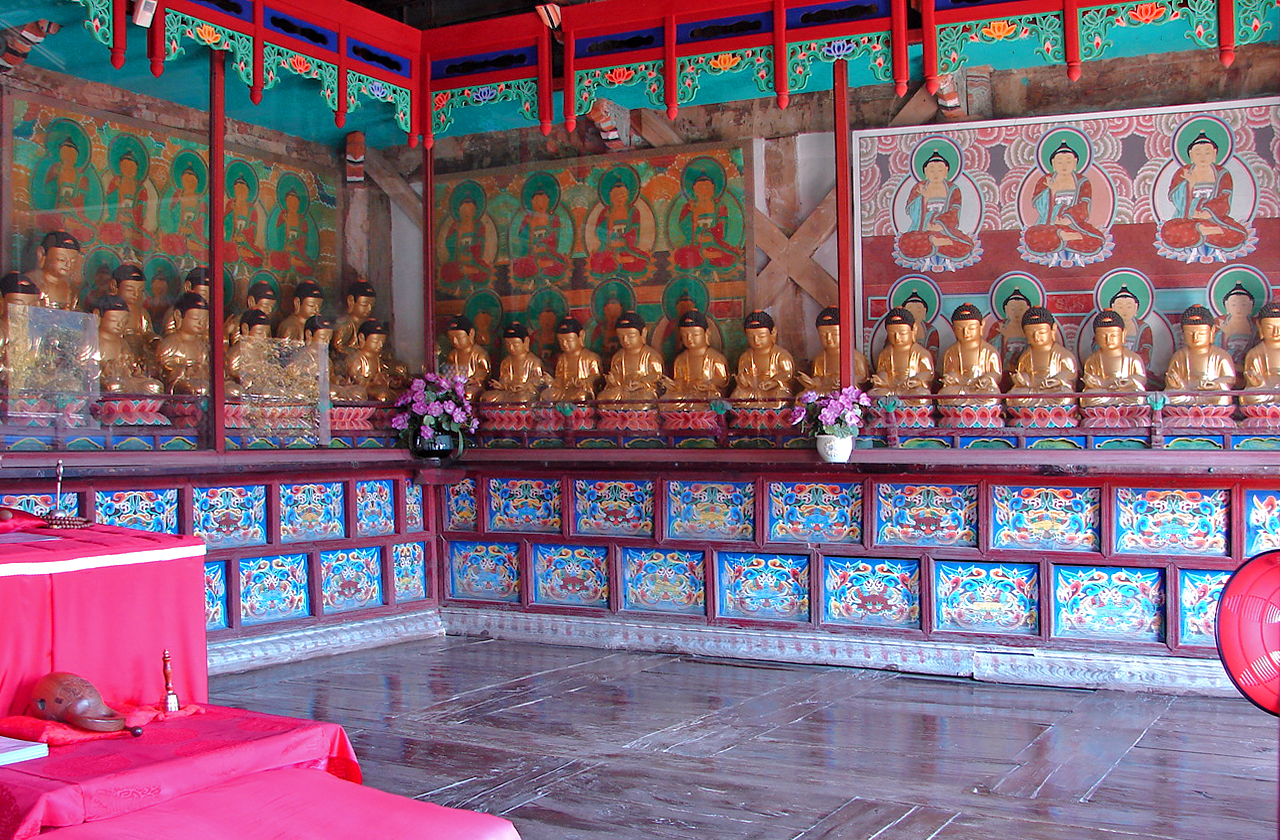
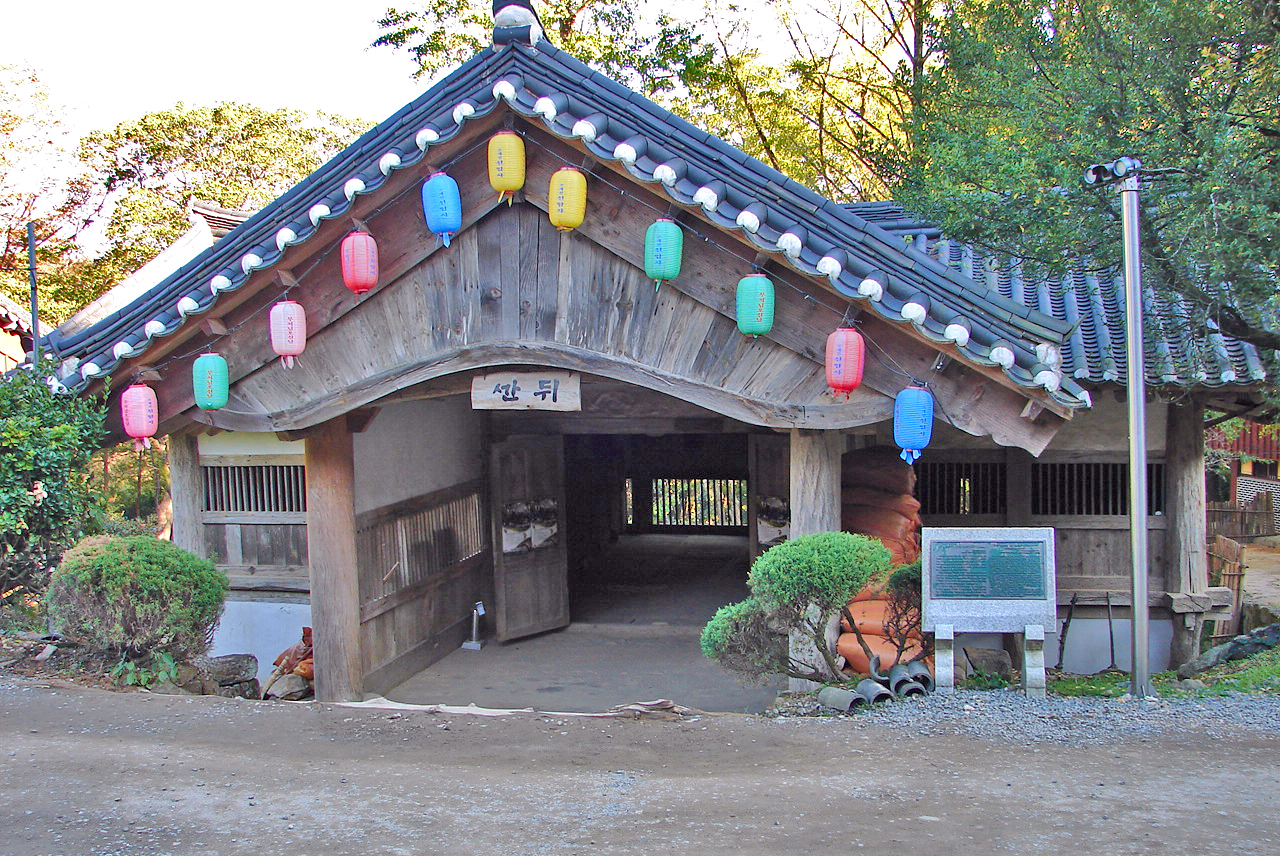
Ubikacje
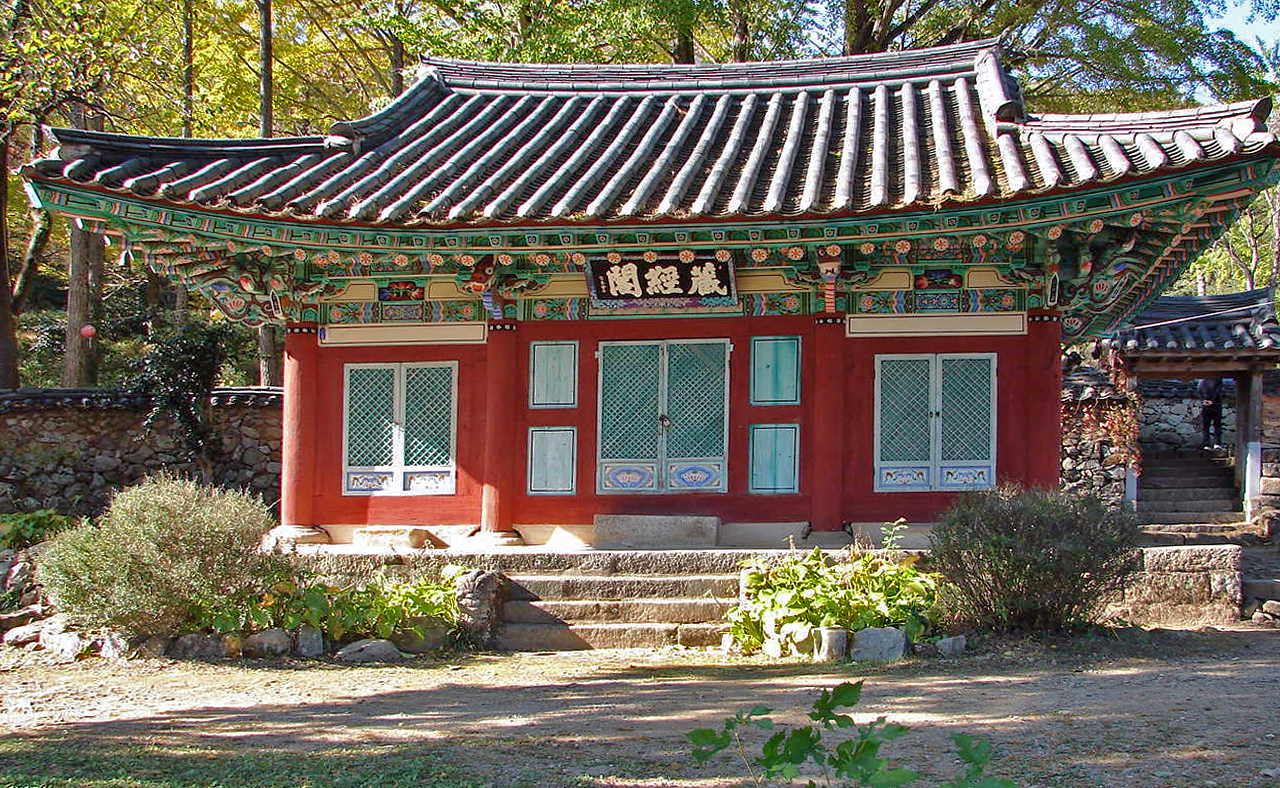
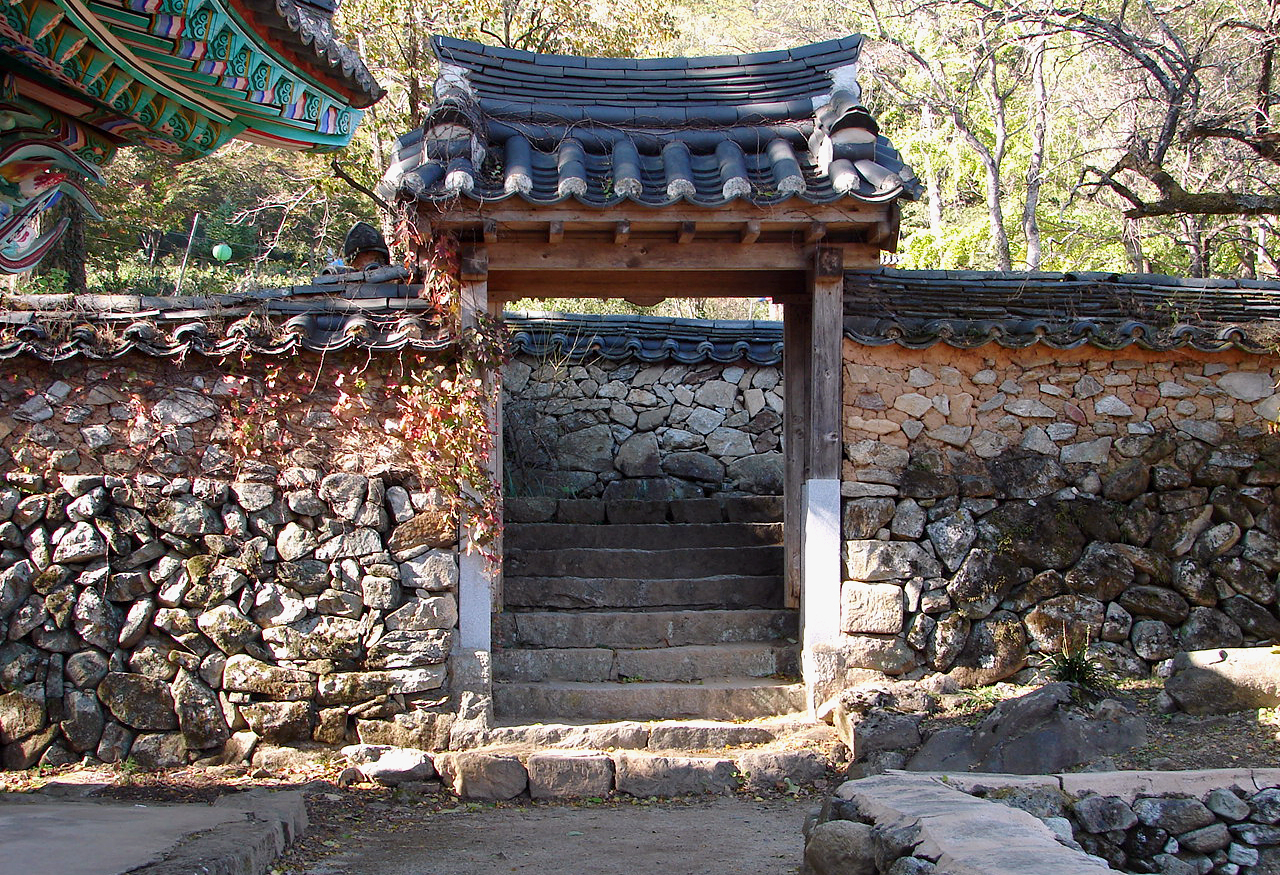
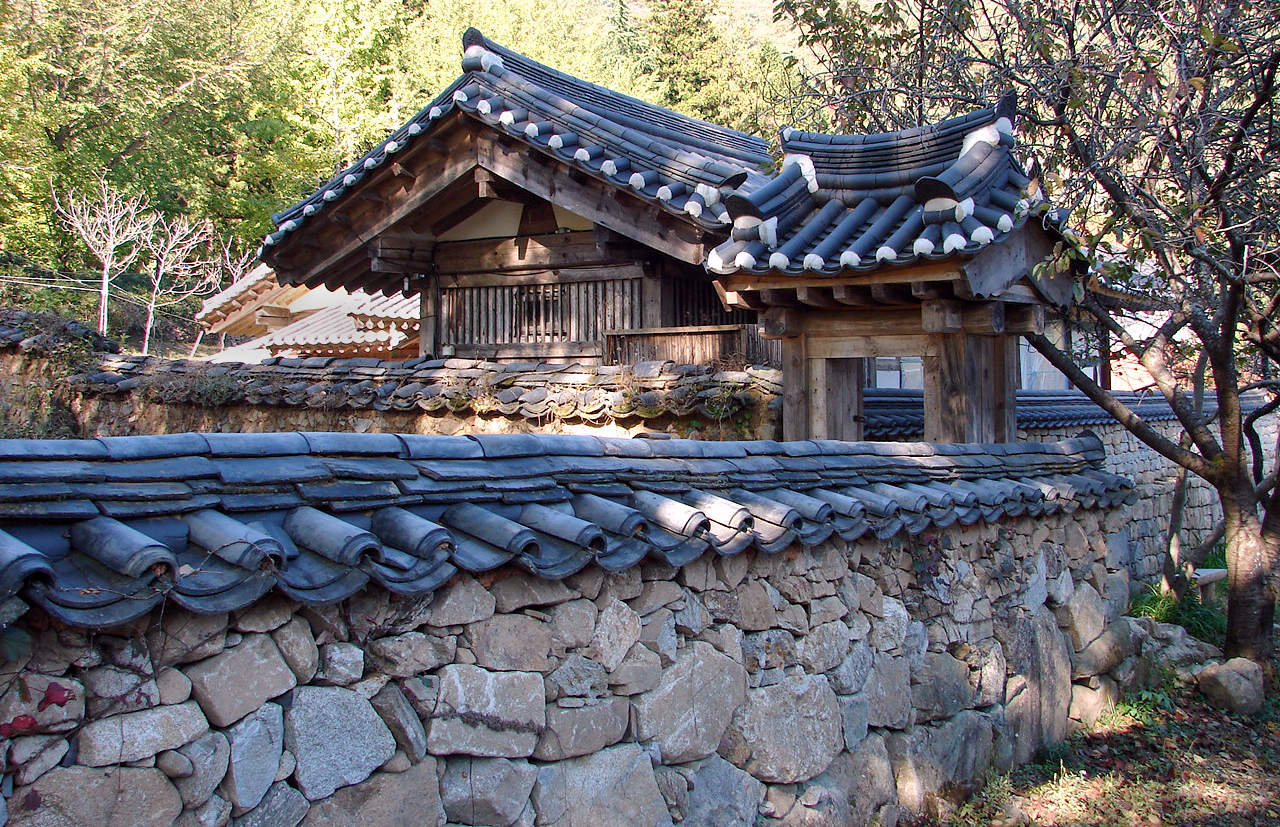
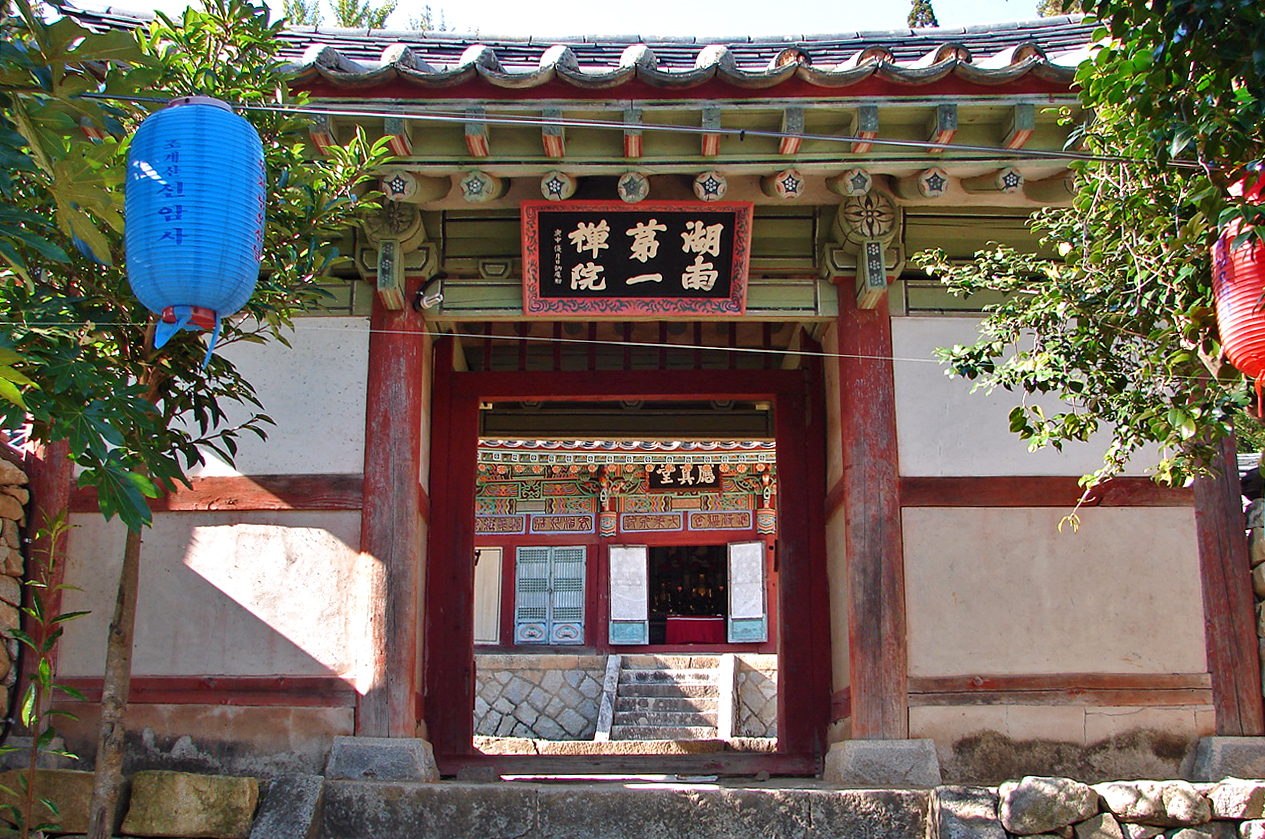
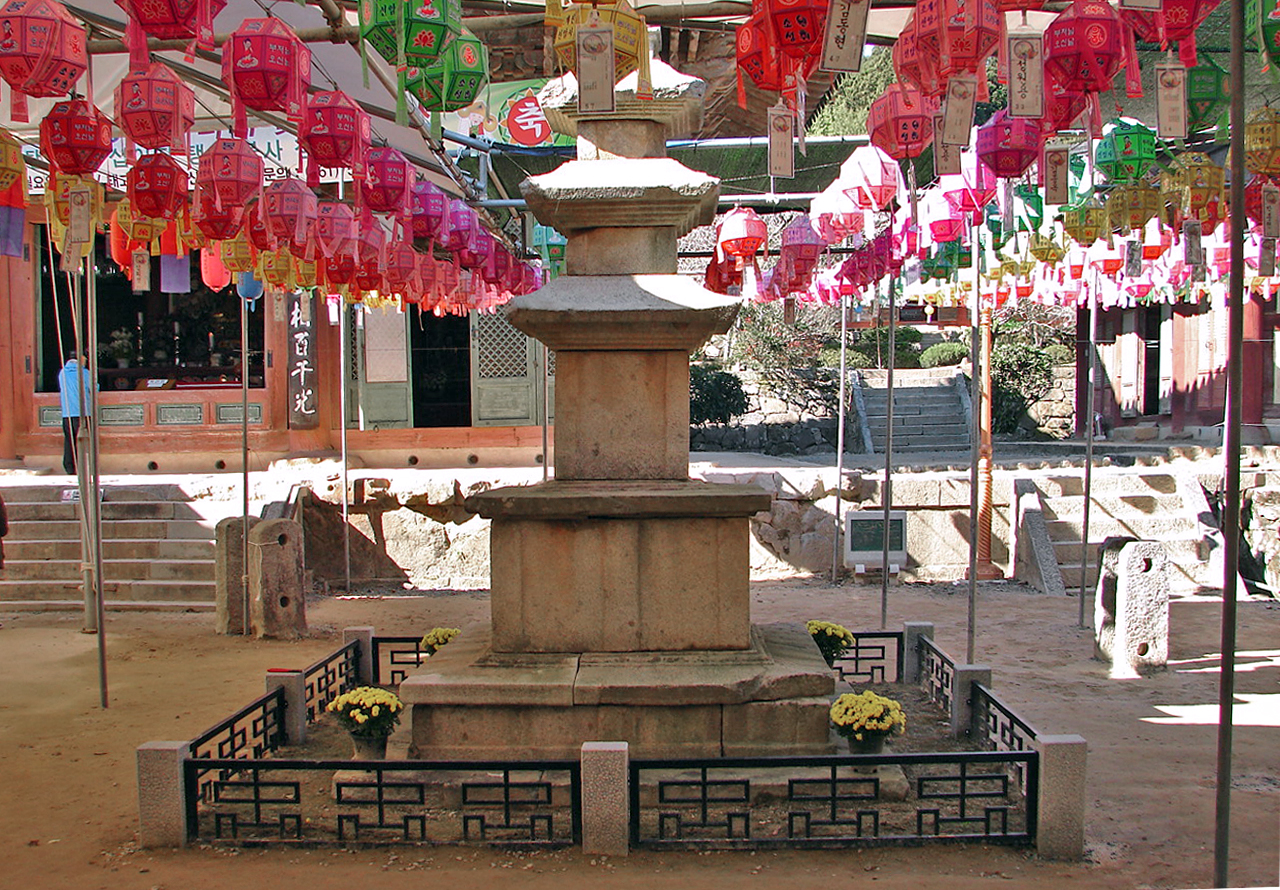
Stupa
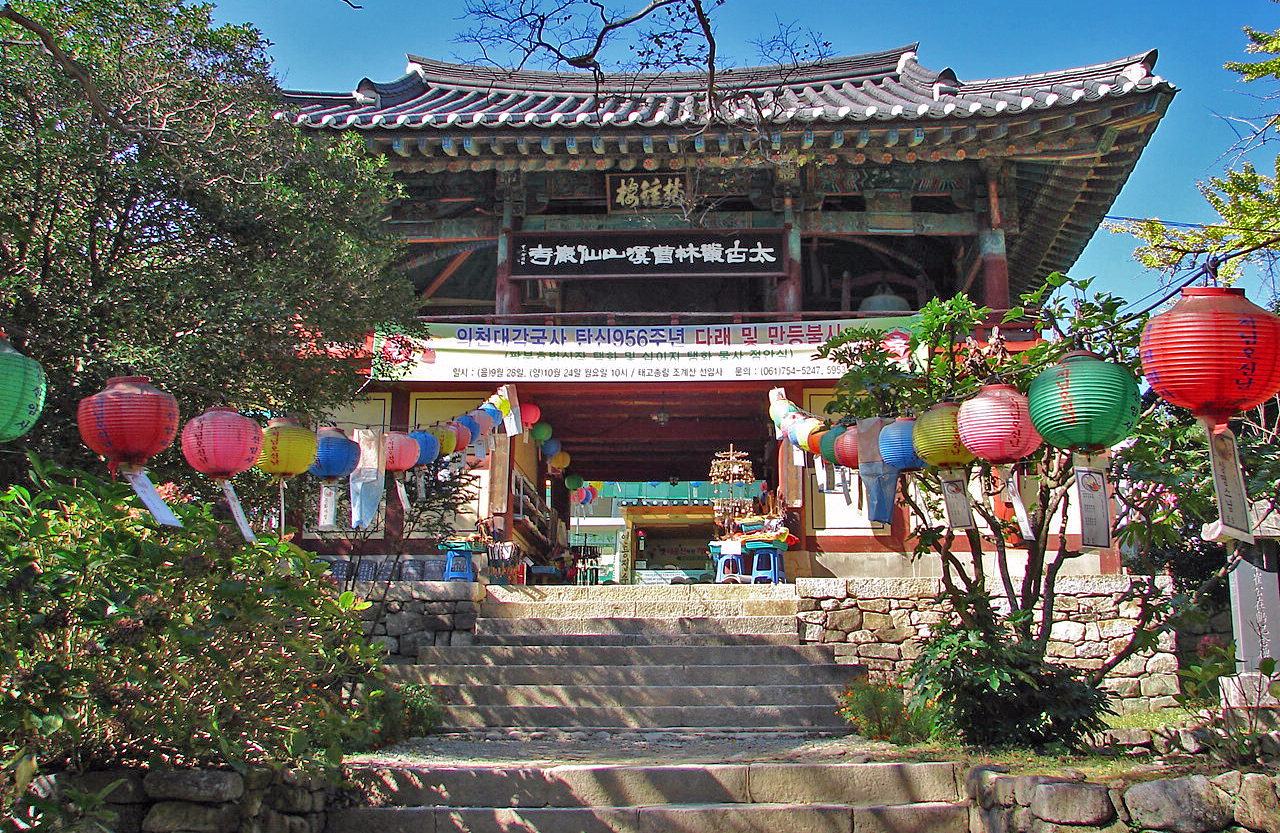
Wieża dzwonu i bębna
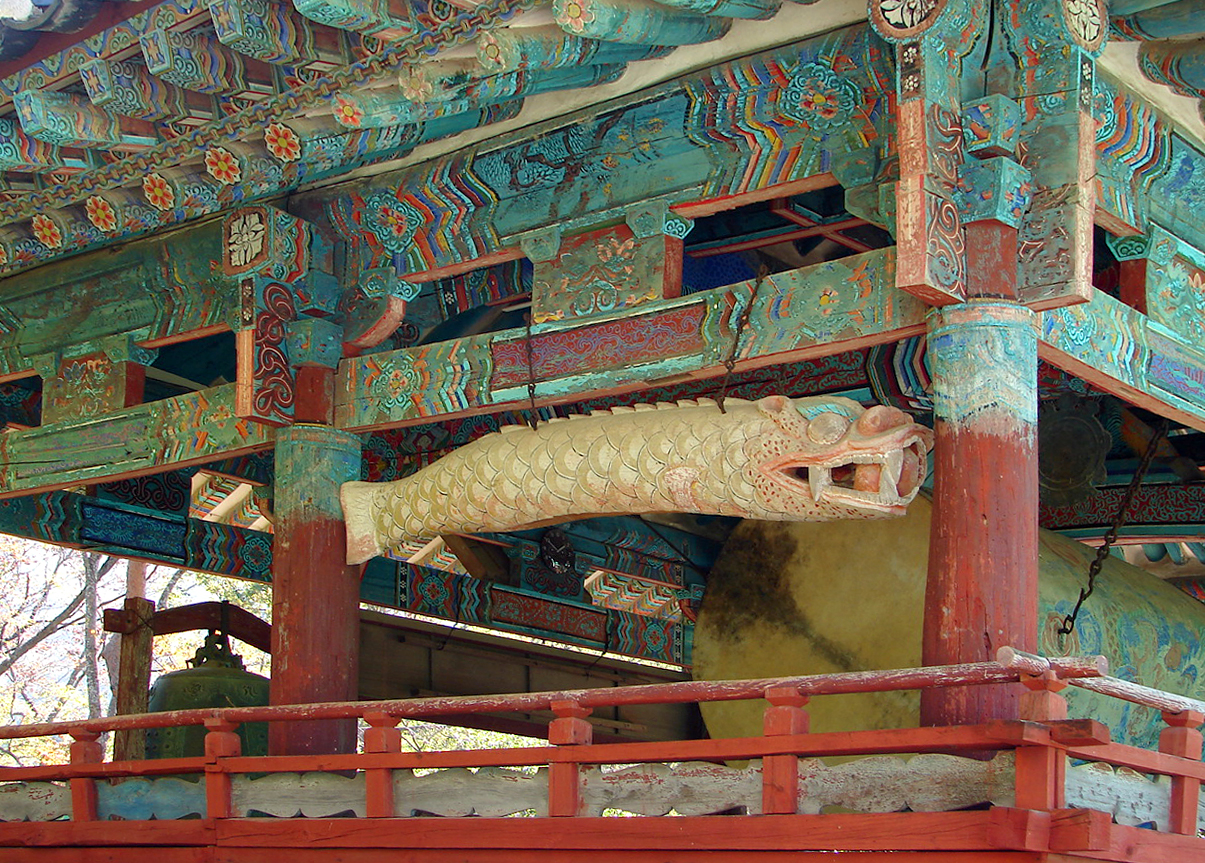
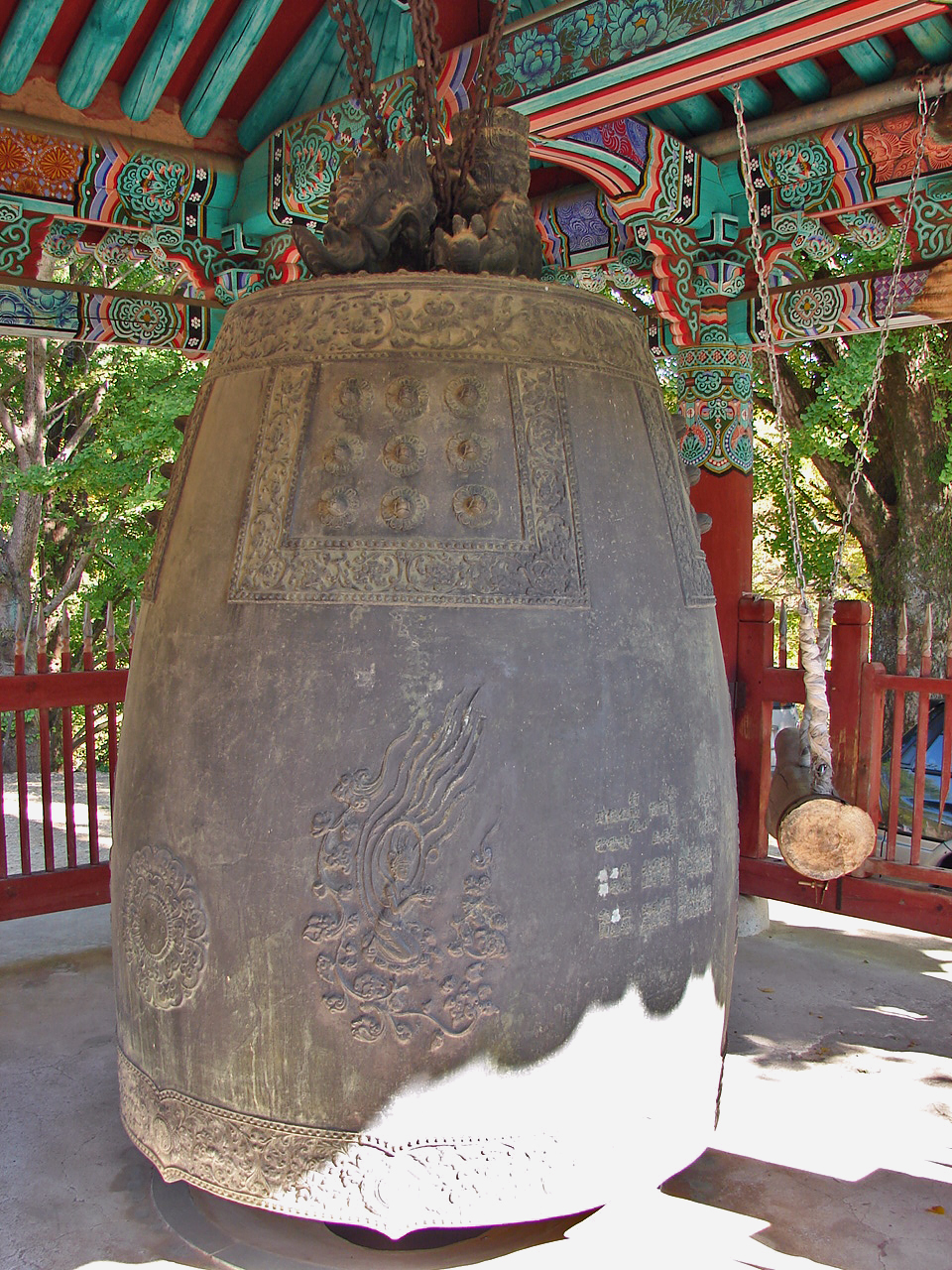
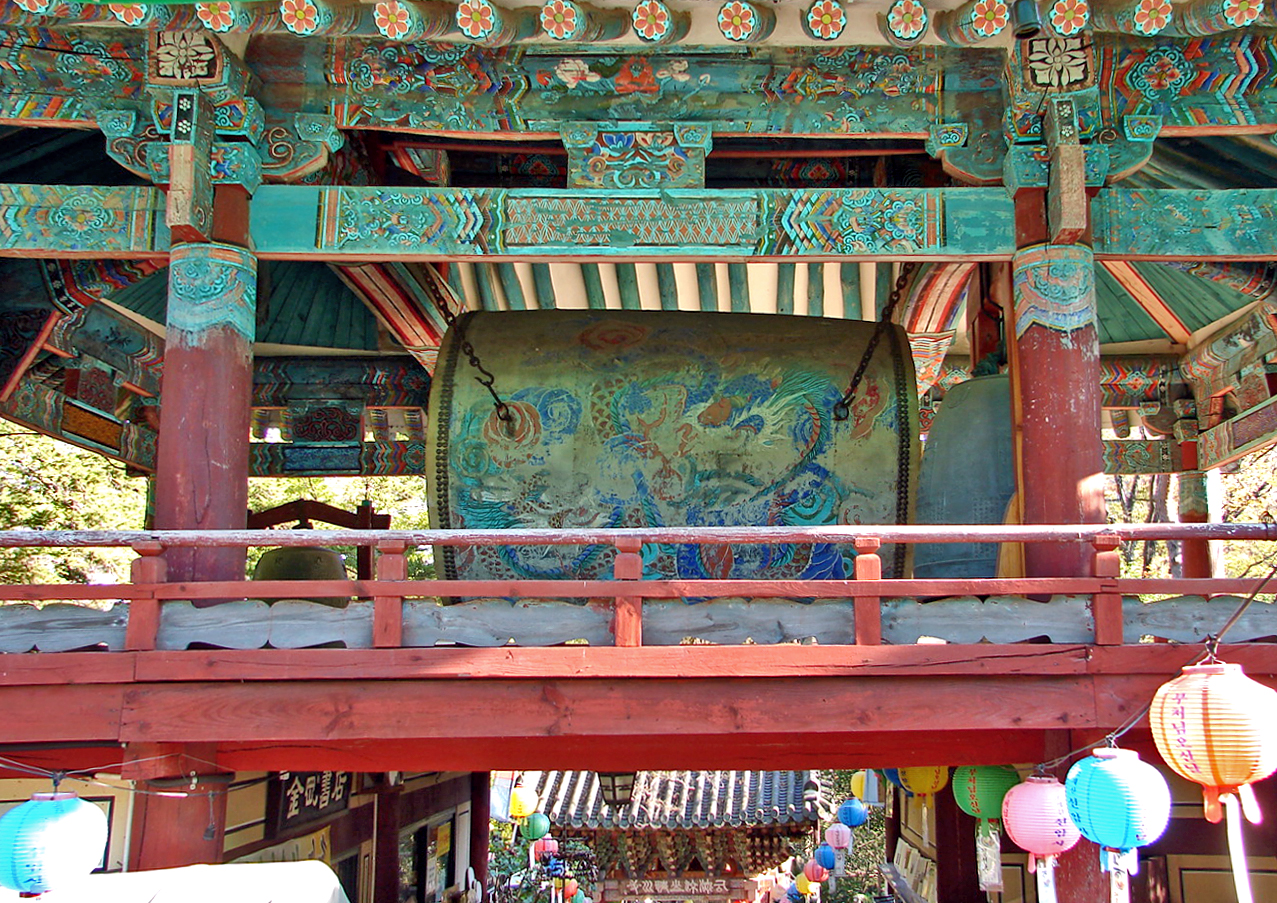
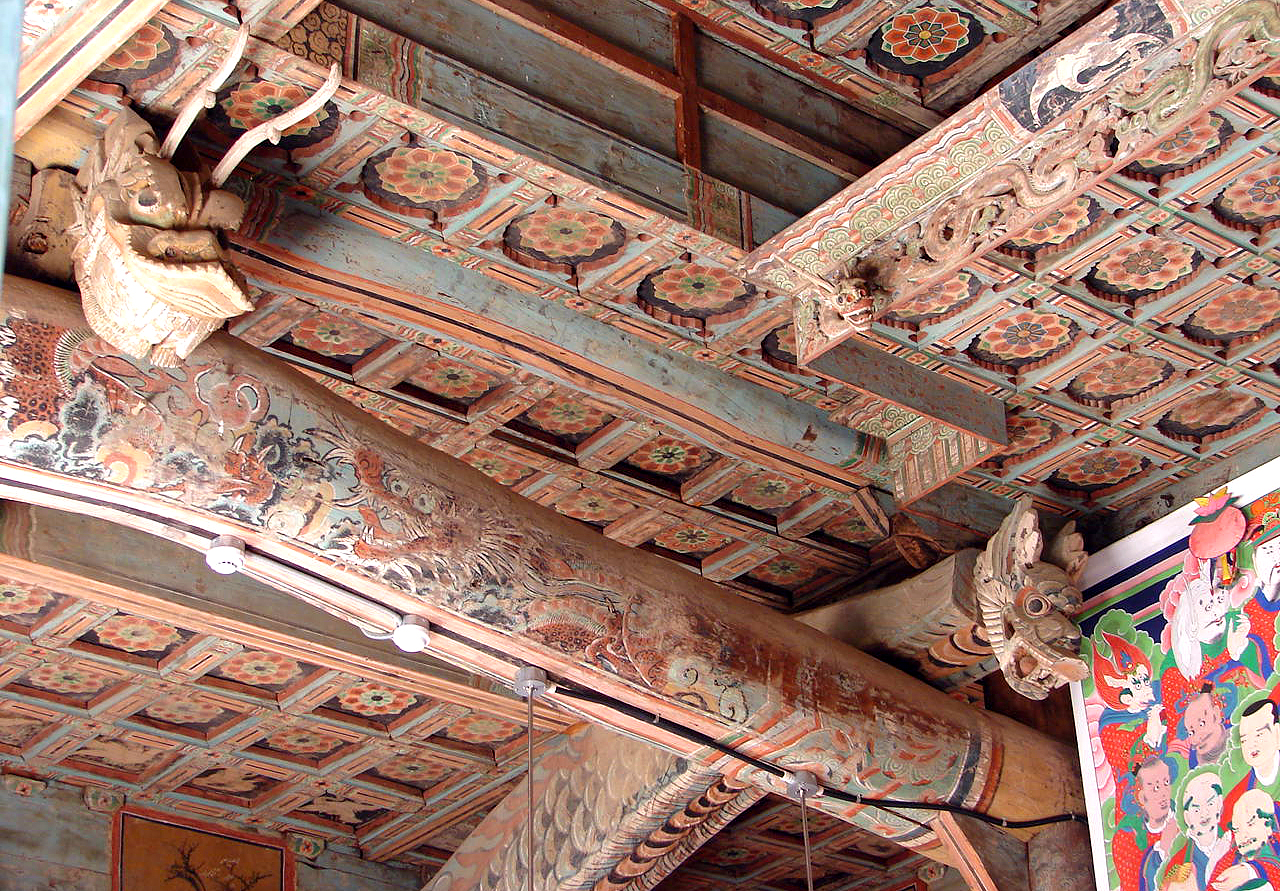
Daeungjŏn – główny budynek. Szczegół architektoniczny
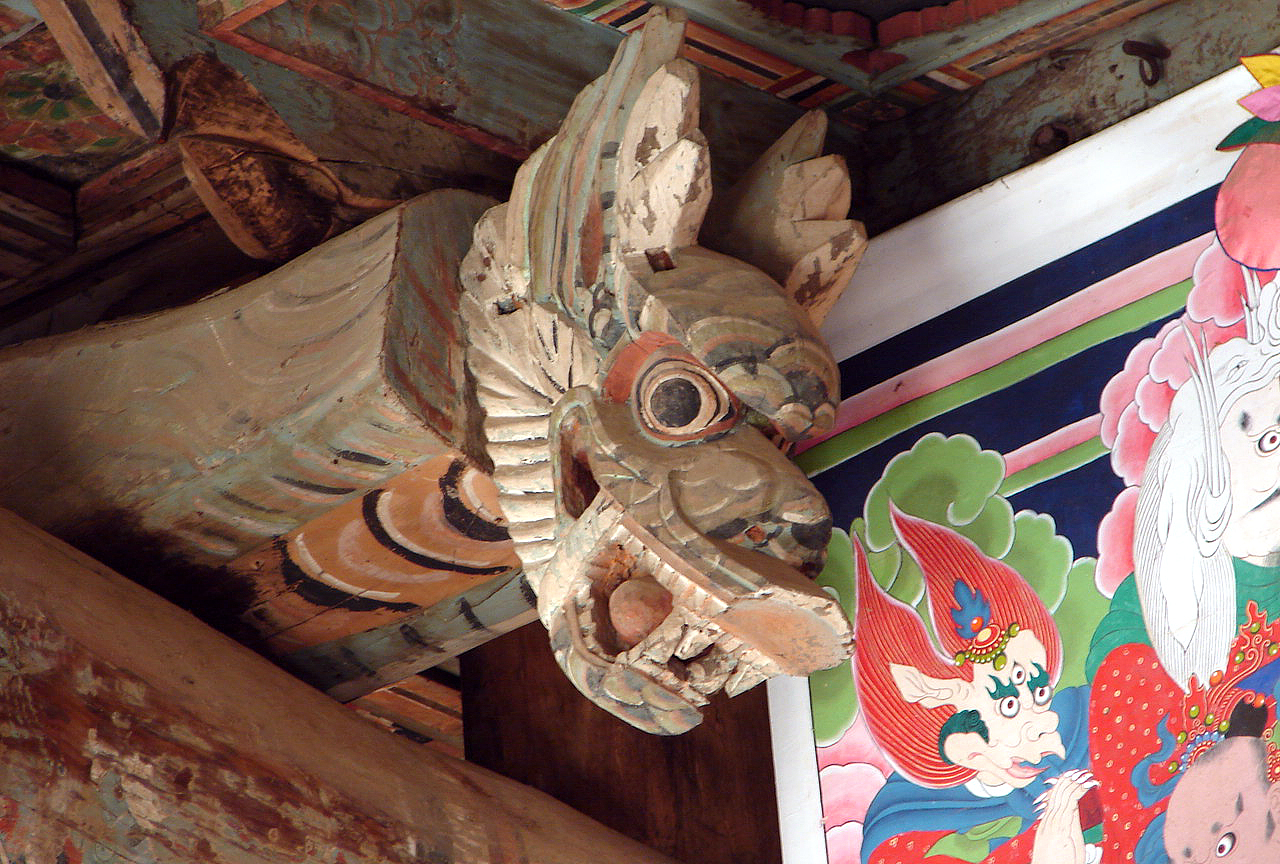
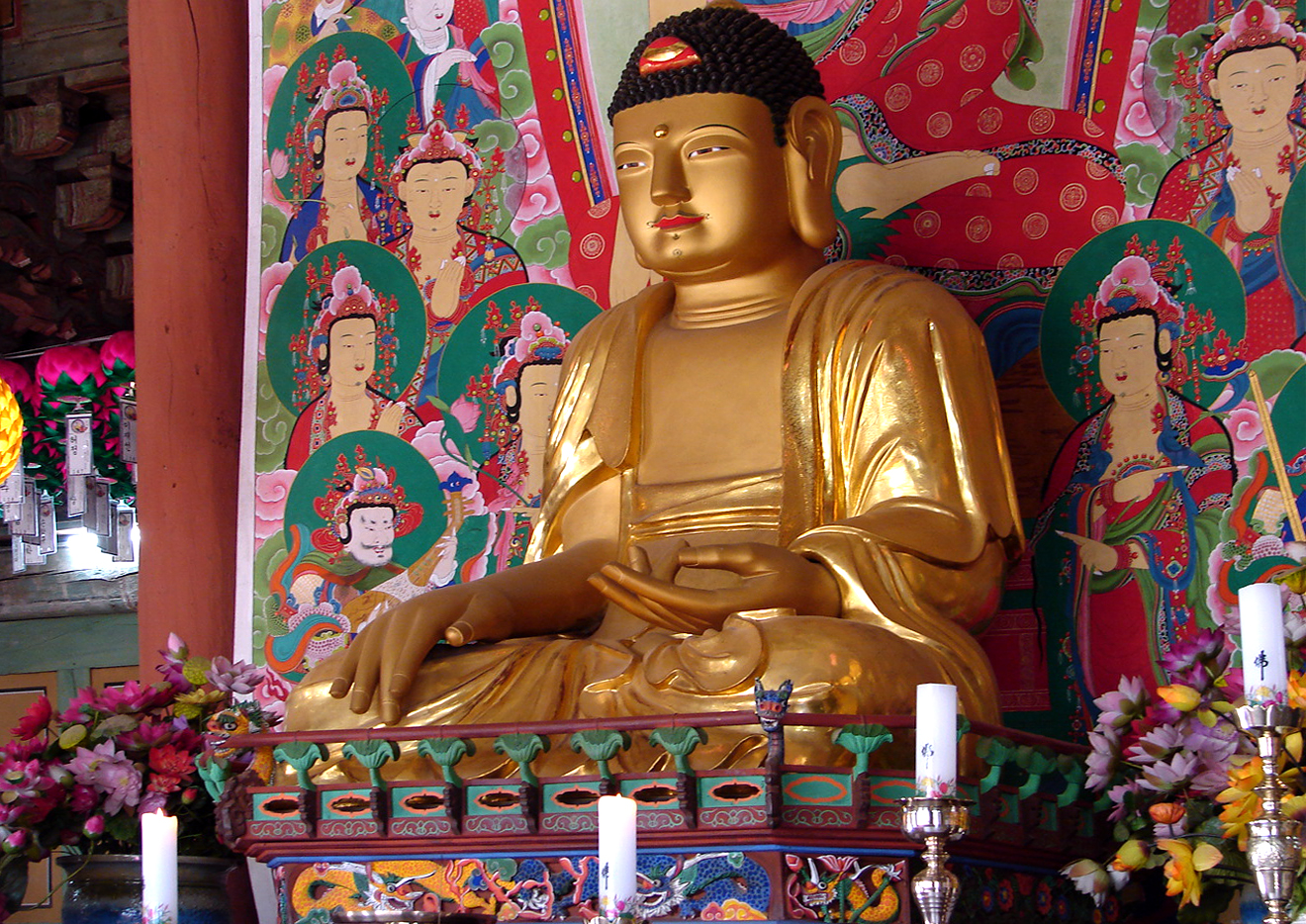
Budda z głównego budynku
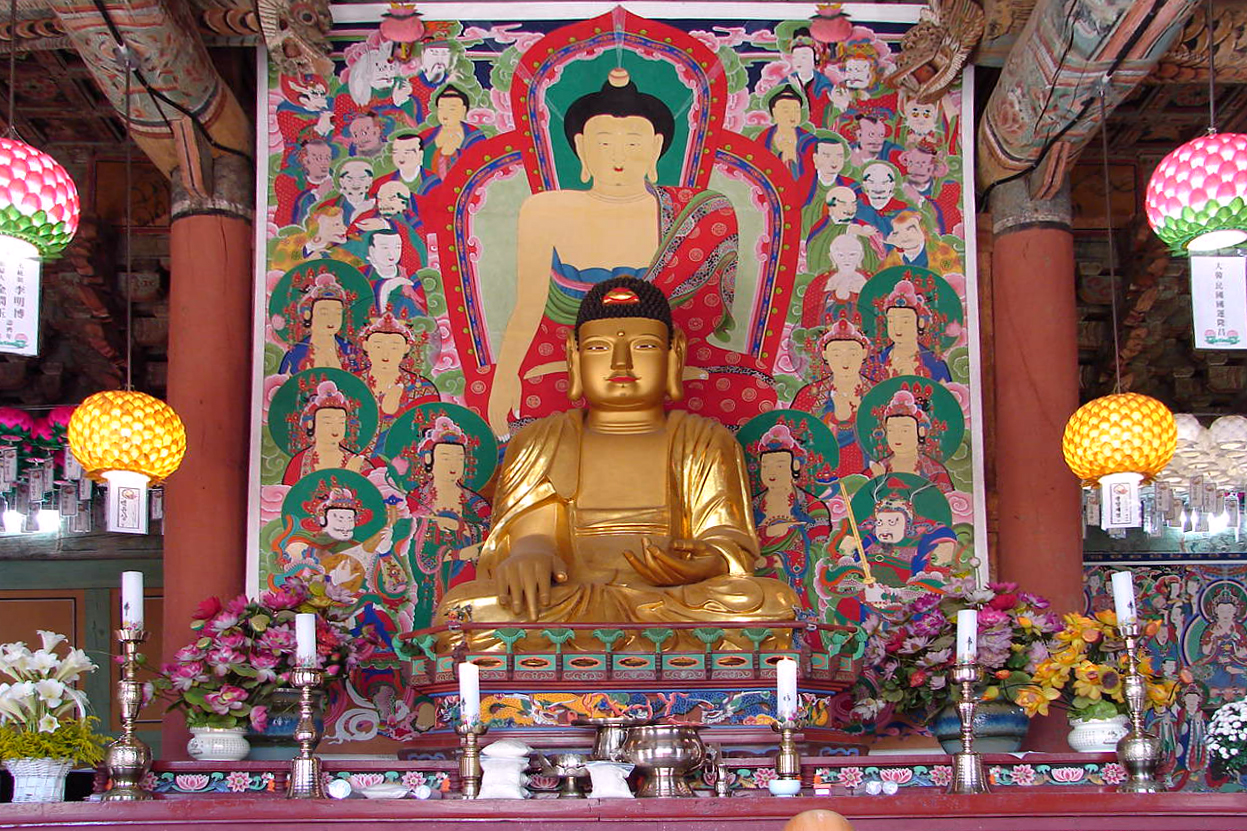
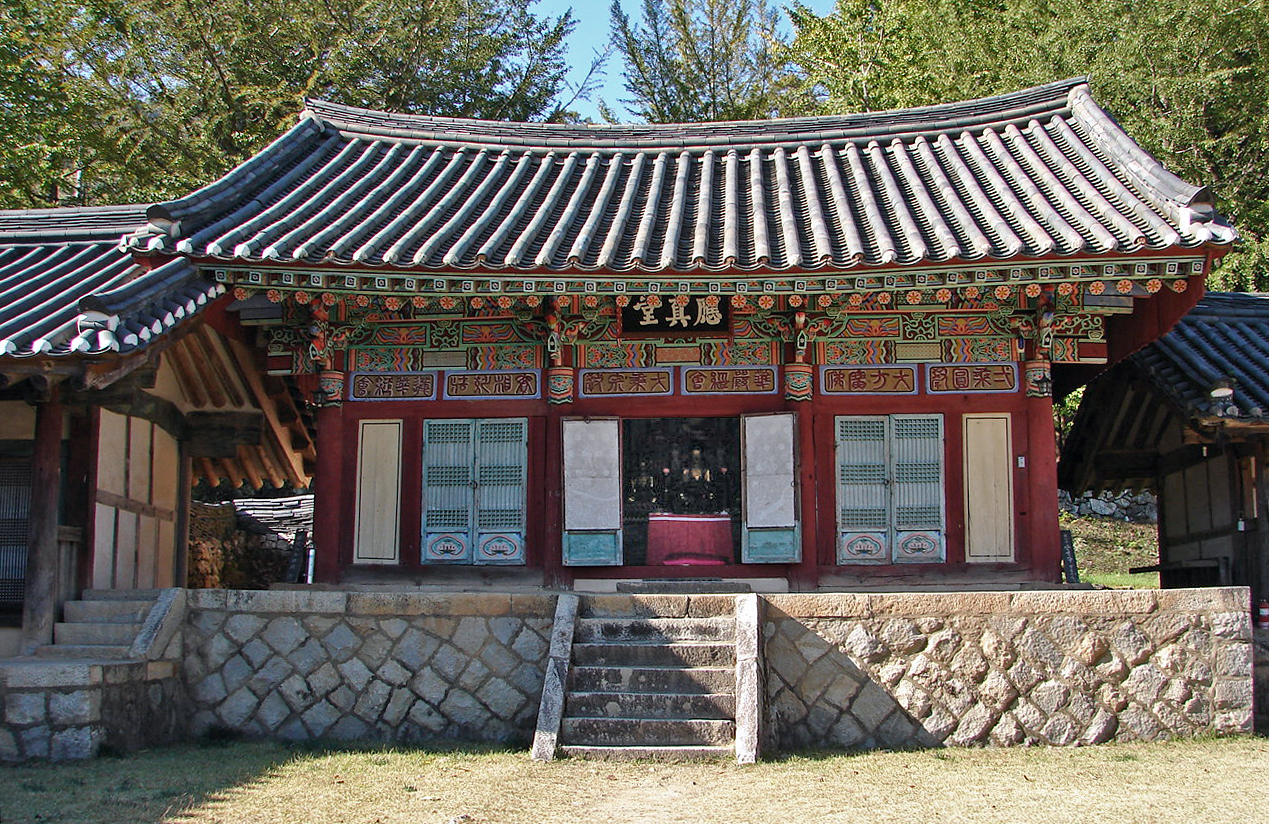
Ŭngjindang
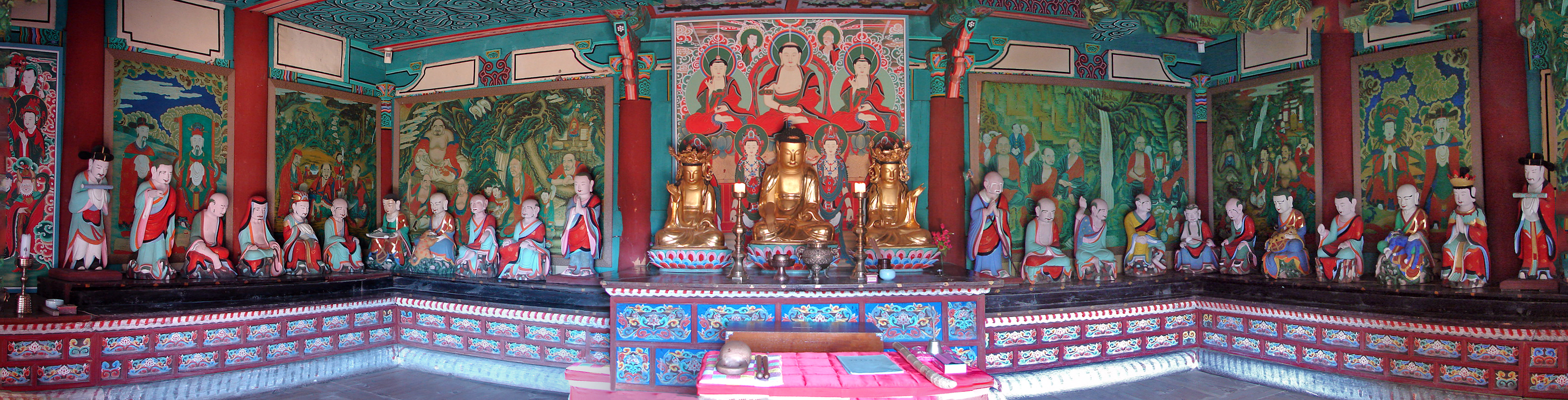
Wnętrze Ŭngjindangu
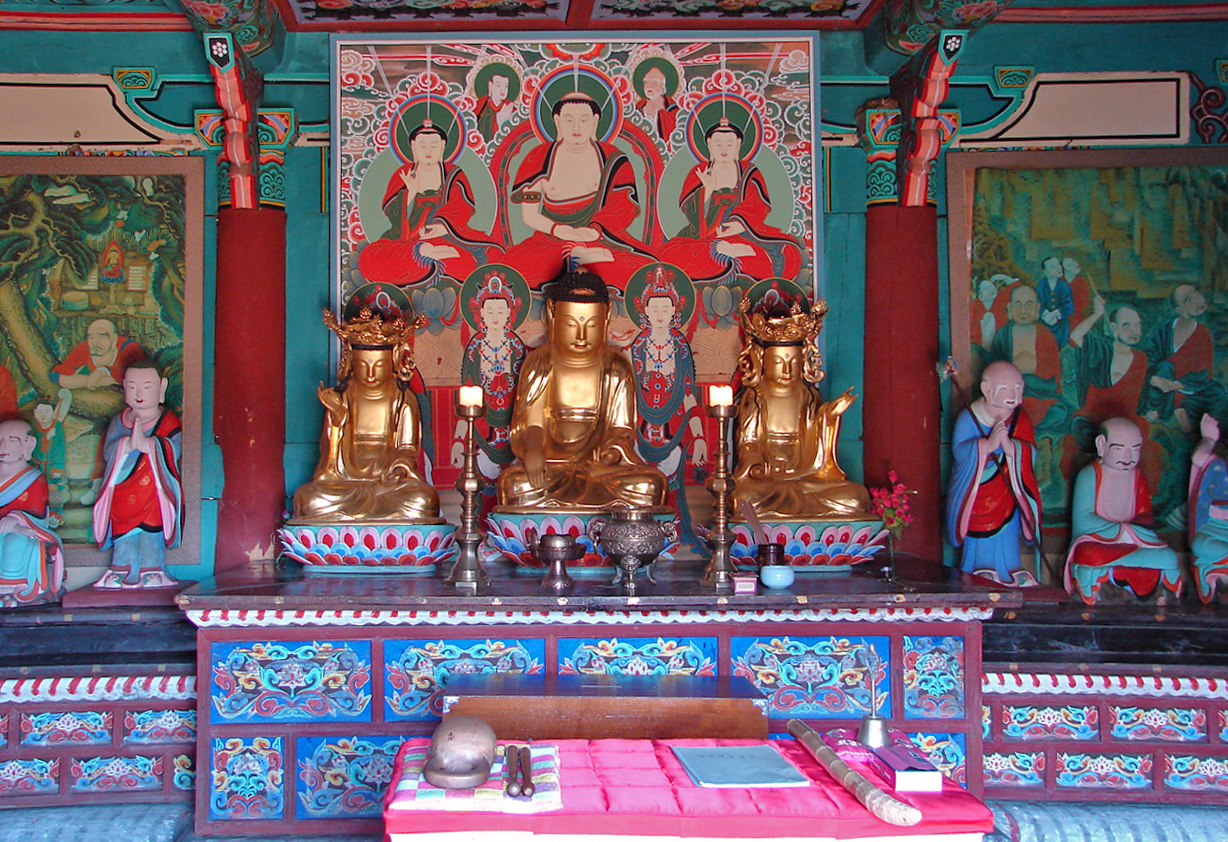
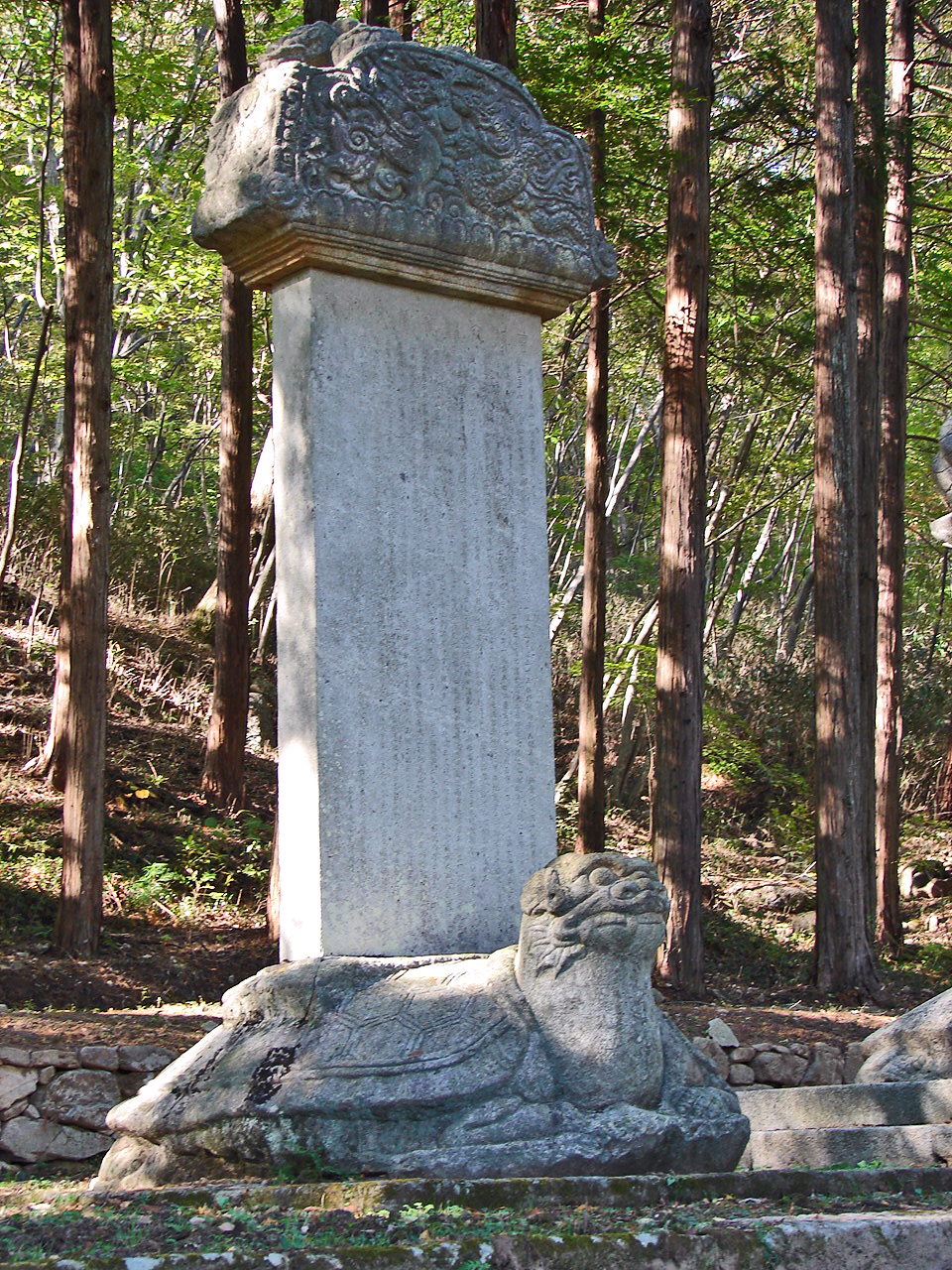
Pomnik Odbudowy Sŏnam sa
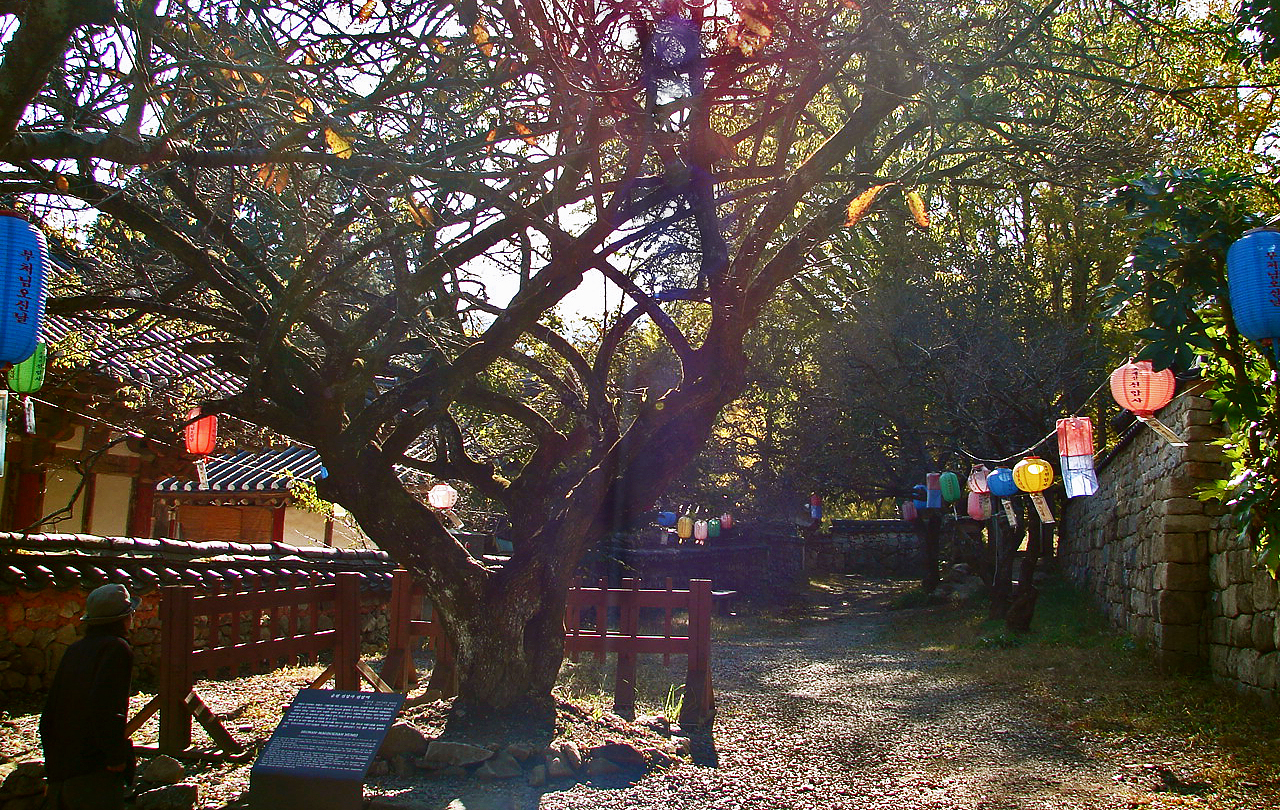
Chińska śliwa
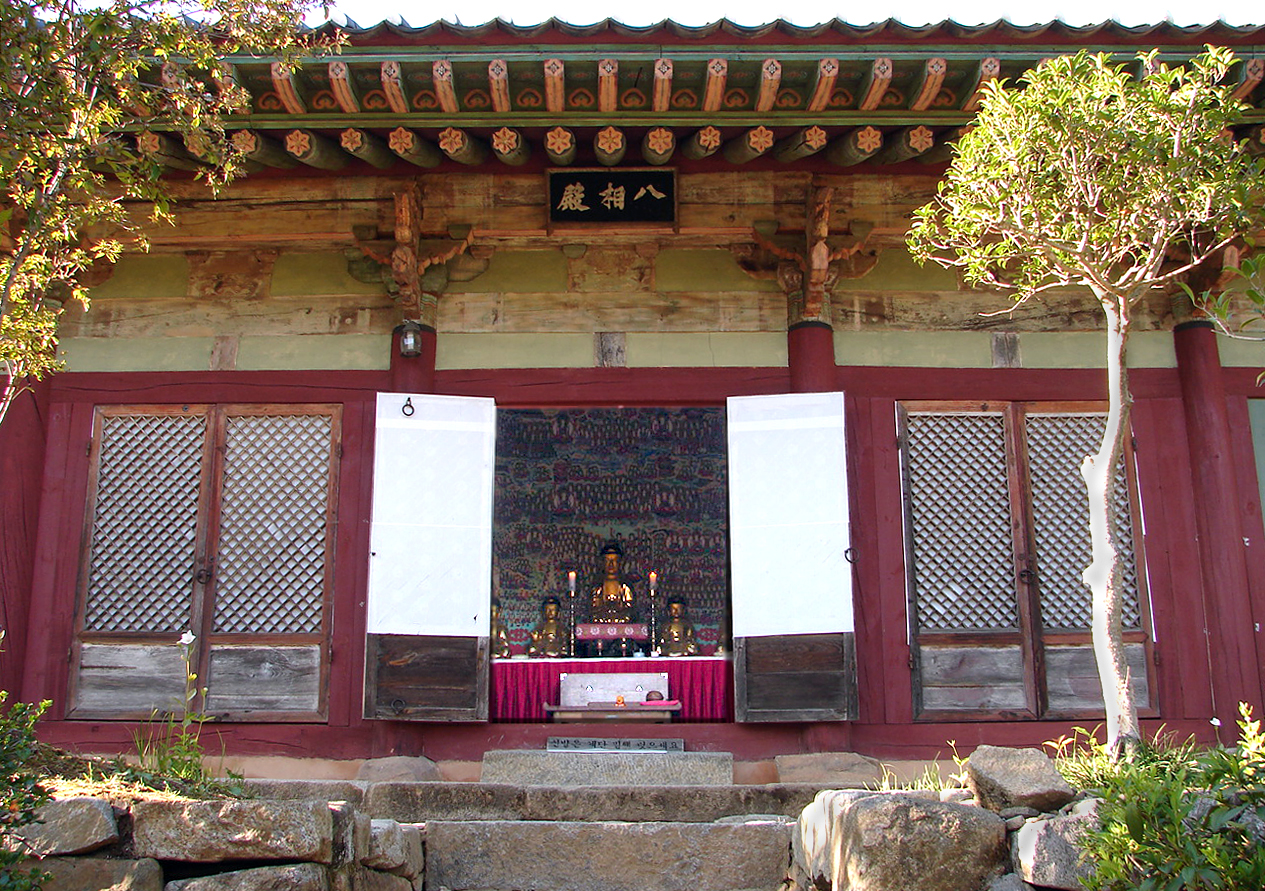
P'alsangjŏn
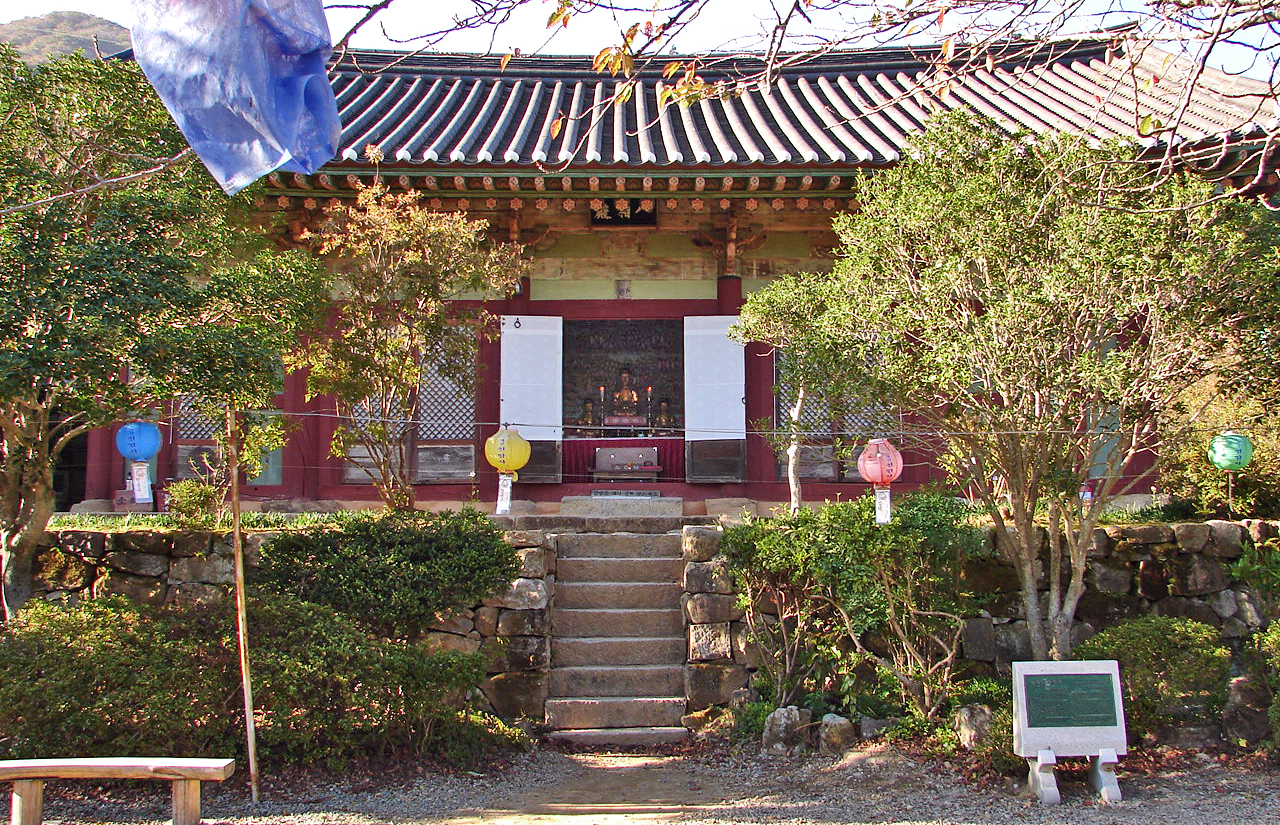
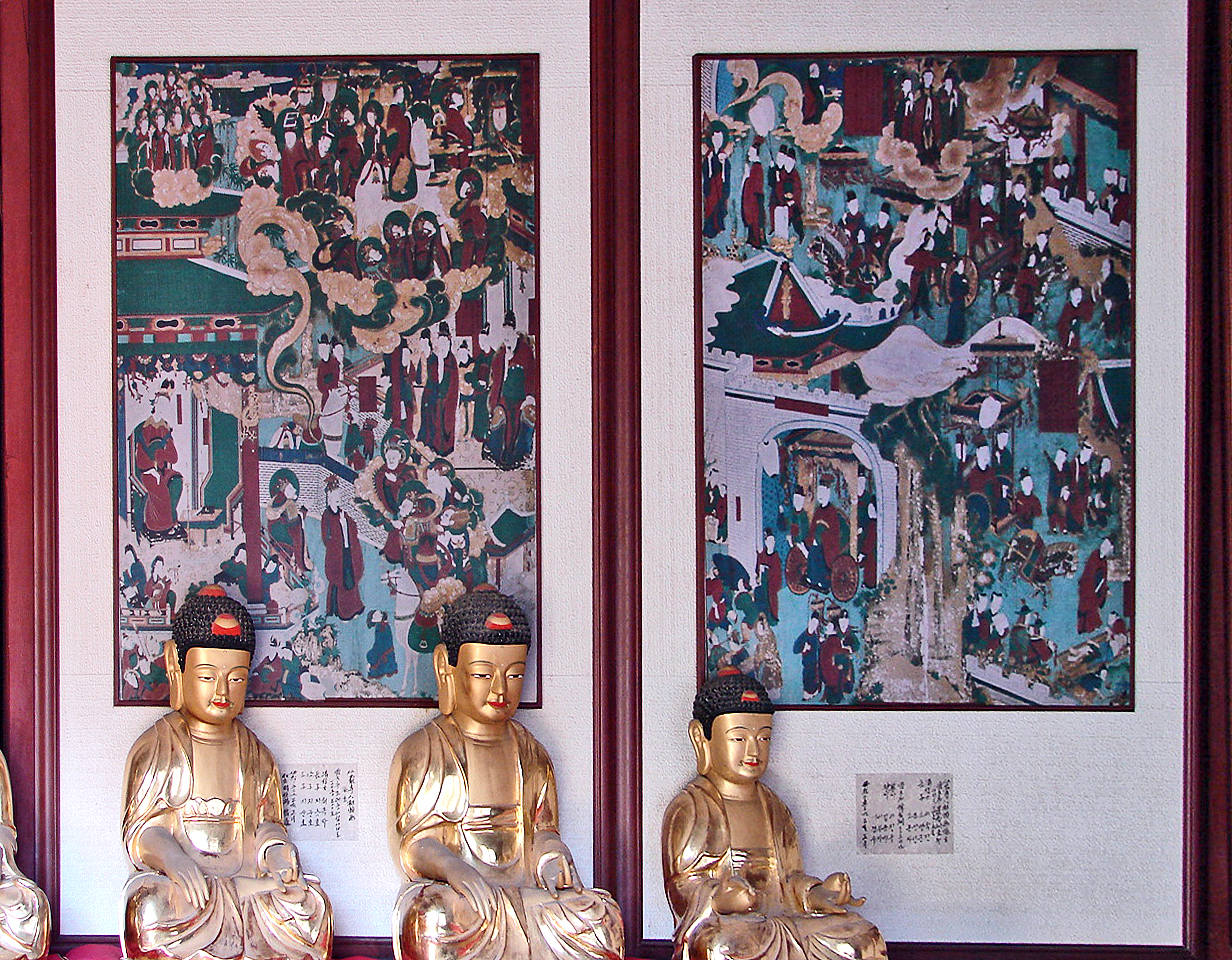
Wnętrze
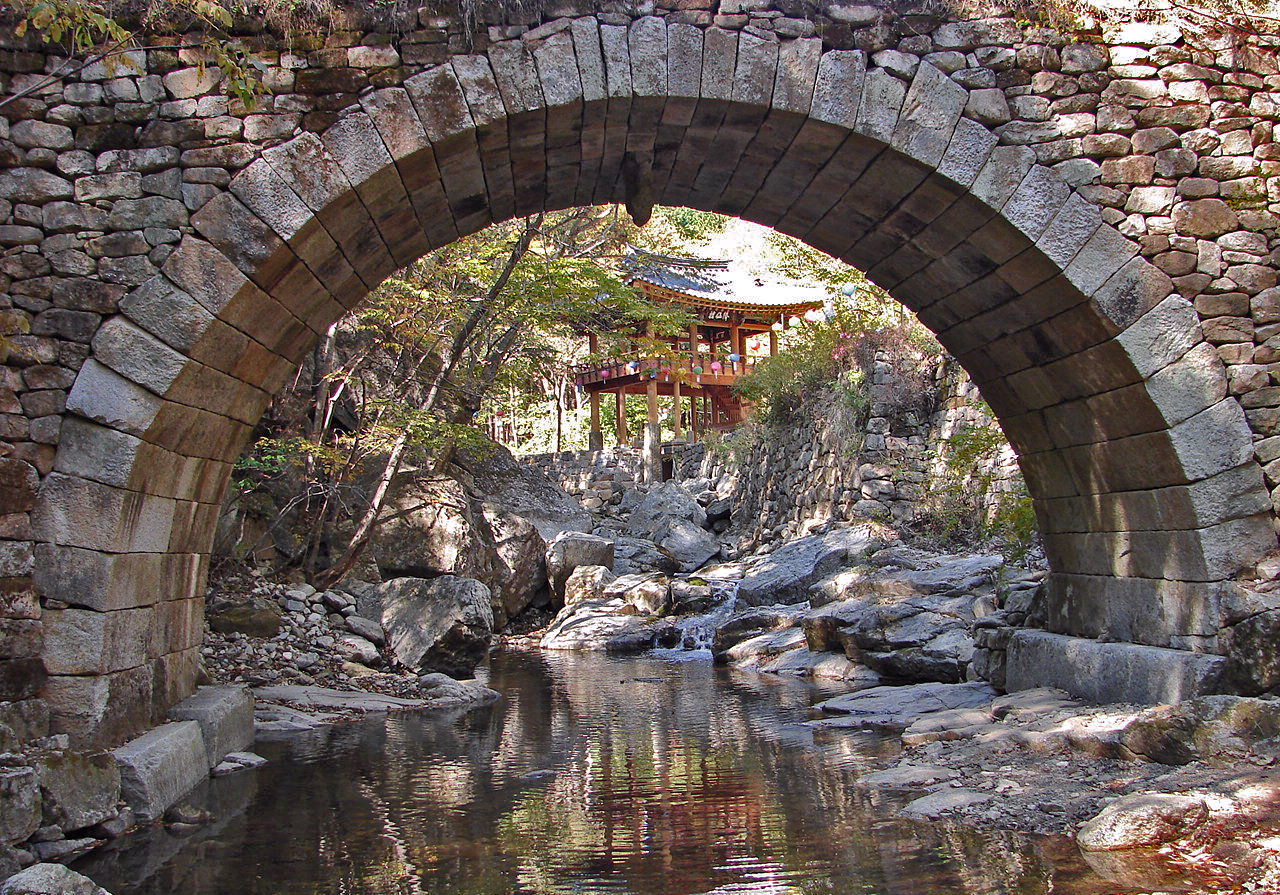
Most
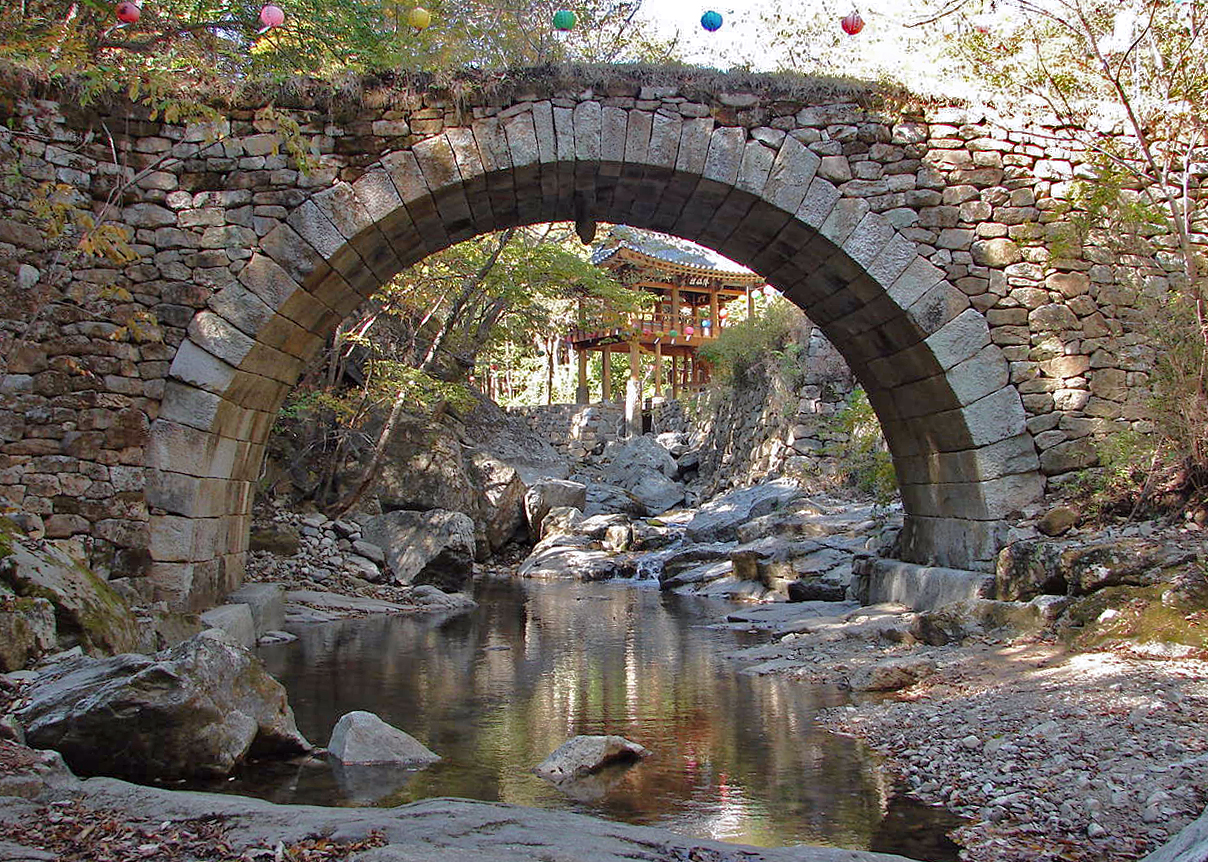
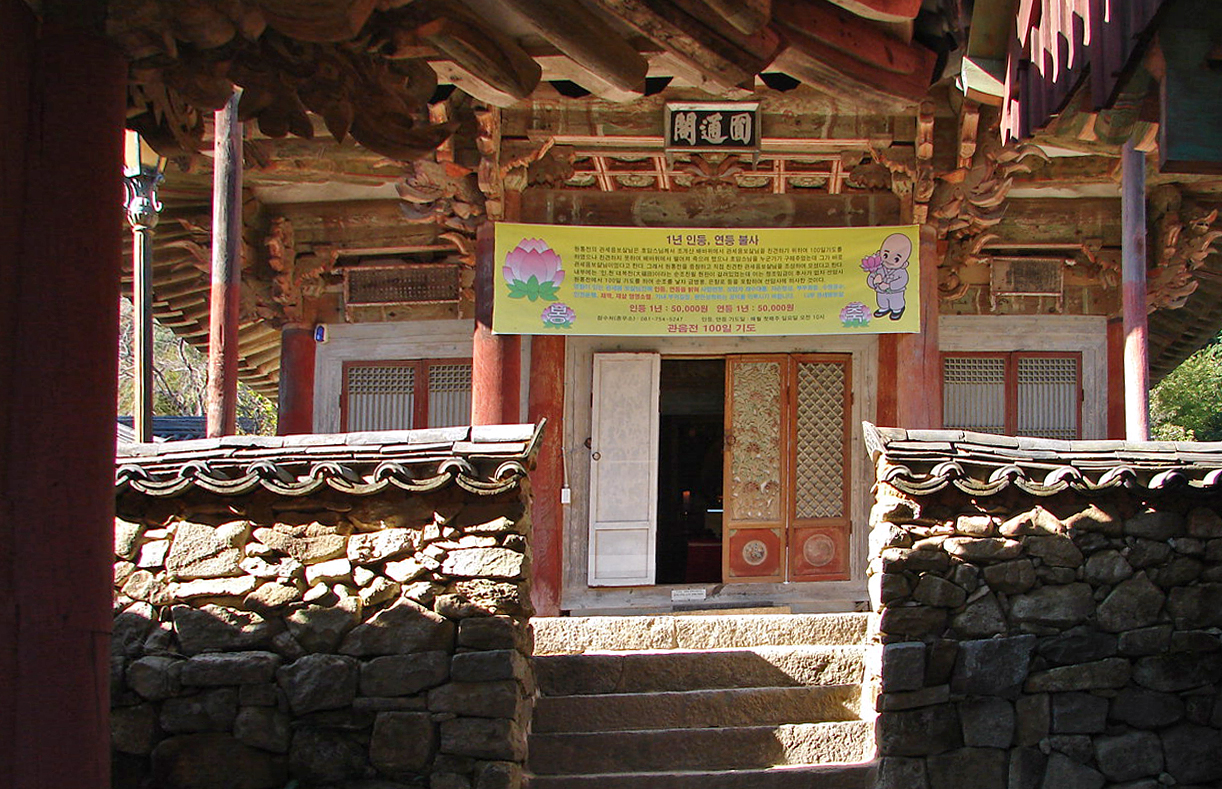
Wontongjŏn
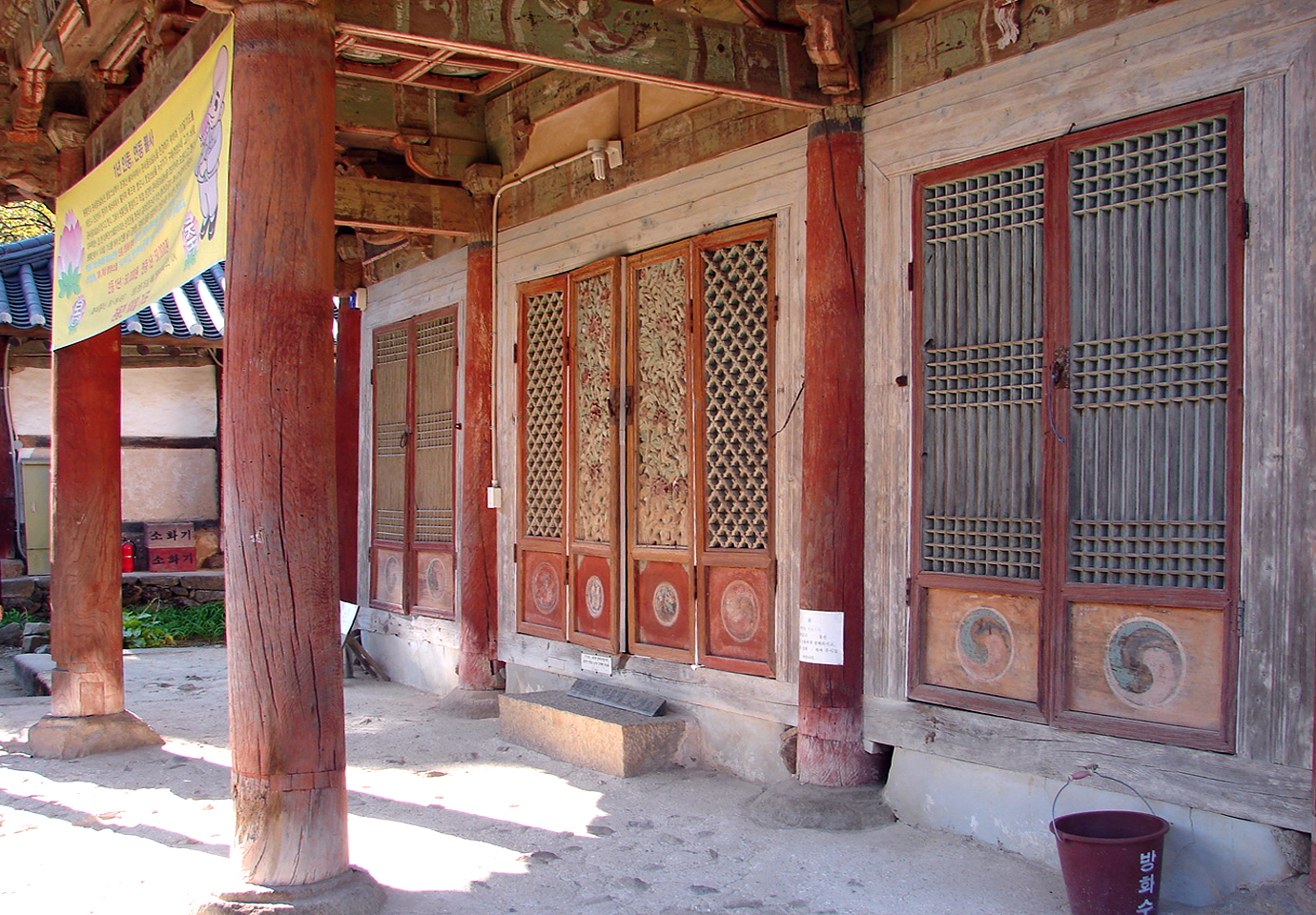
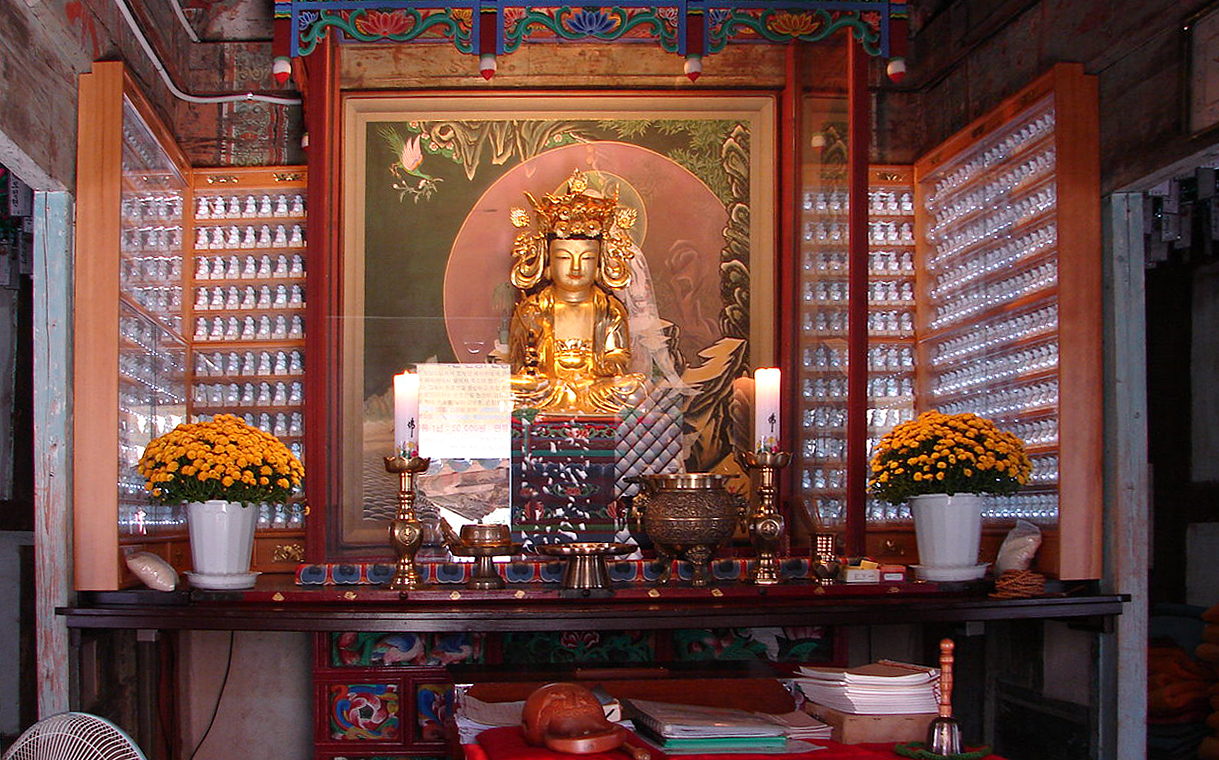